# Arquitectura de Chile
La arquitectura de Chile está influenciada por la historia del país, su legado religioso y su diversidad de climas. Debido a que Chile fue parte del imperio español entre 1536 y 1810, su estilo arquitectónico estuvo fuertemente influenciado por el diseño español de la época. Asimismo, su entorno geográfico único y su especial estructura geológica que convierte a Chile en el país con mayor incidencia de terremotos y tsunamis del mundo,[cita requerida] moldeó su arquitectura y los arquitectos chilenos tienen experiencia en la aplicación de estructuras y materiales para estructuras sismorresistentes y reconstrucción post-desastres.

## Antecedentes geográficos

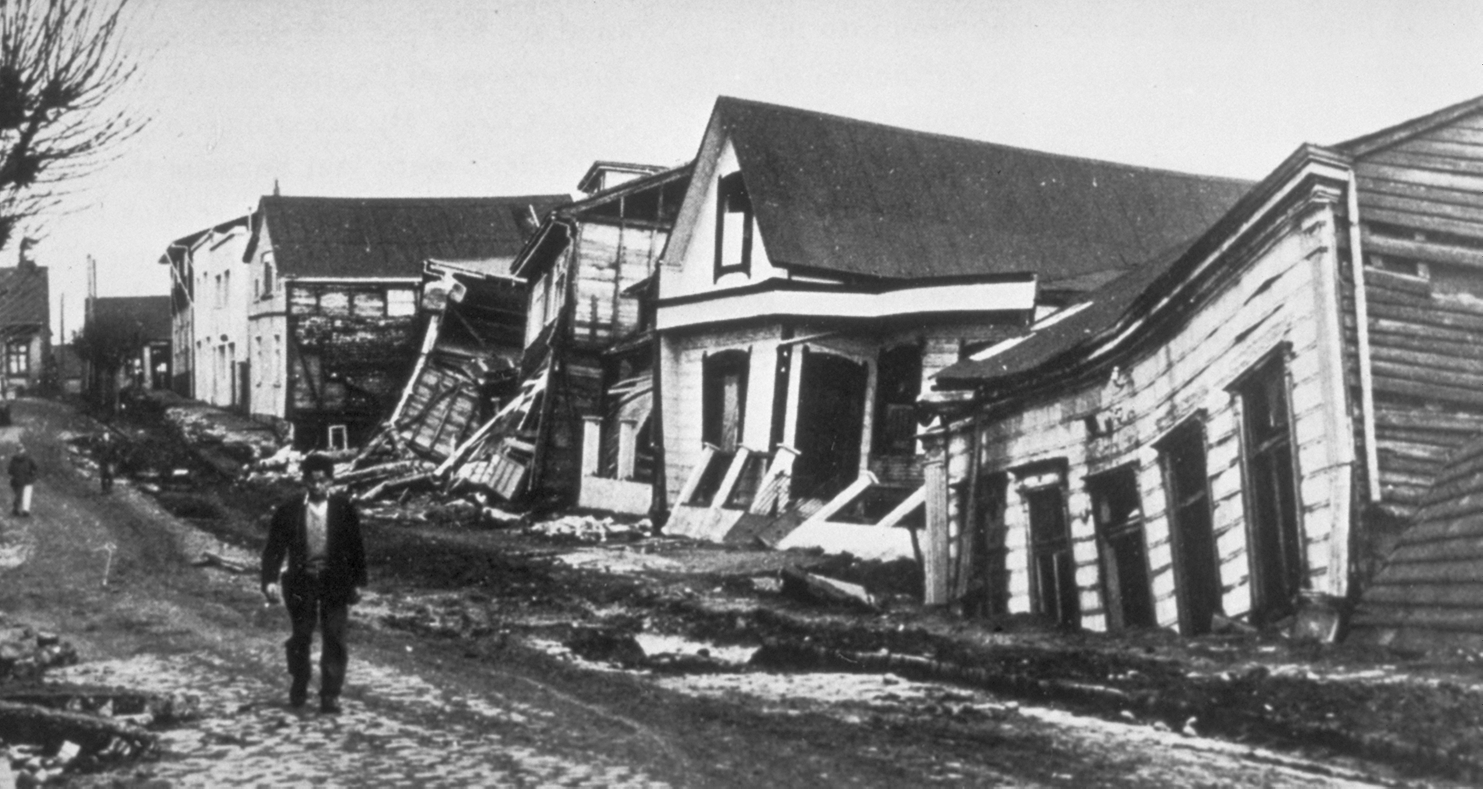
Valdivia después del terremoto de 1960, considerado el de mayor magnitud registrado en la historia a nivel mundial.

Como el país más estrecho del mundo, y uno de los más largos latitudinalmente, Chile tiene una geografía única. Con una extensión de 4270 kilómetros de norte a sur, Chile se extiende por 38 latitudes y tiene 24 climas en todo el mundo. Como resultado, las casas y edificios tradicionalistas chilenos se ajustaron a las condiciones naturales locales. En el norte seco se suelen utilizar materiales como piedras, tierra y paja, y las zonas centrales son principalmente arcilla y paja. En el sur lluvioso, se utilizan tejas y madera.
Chile está ubicado en el Cinturón de Fuego del Pacífico, estructura geológica especial que ha convertido a Chile en el país con mayor incidencia de terremotos y tsunamis. Esta intensa actividad sísmica restringe el desarrollo de la arquitectura urbana, por lo que las casas aborígenes se construyeron con paredes de tierra con entramado de madera y untado (estructuras de madera rellenas de paja y arcilla) porque estas paredes son livianas y rebotantes. Hasta 1541, los conquistadores españoles llegaron a Chile y los primeros edificios coloniales que construyeron eran altamente vulnerables a la actividad sísmica. Entonces, en los próximos siglos, después de cada terremoto, los arquitectos chilenos continuarían lidiando con los terremotos y la reconstrucción posterior al desastre, y han acumulado muchas experiencias excelentes en la aplicación de estructuras y materiales.
En la época virreinal, el terremoto “Magno“ (1647) marco el fin de una forma de construir. El tapial era el típico elemento de construcción de los edificios, desaparece.A partir de allí, las edificaciones sufrieron grandes cambios para soportar los sismos. Por ejemplo, se empezó a utilizar el adobe como material de construcción, se agrandaron los espesores de los muros, en cuanto a la altura esta empieza a ser más humilde, y así nace el estilo tradicional chileno de formas macizas, paredes anchas y techos bajos. La madera empezó a aparecer en la construcción como ayuda al adobe, se le añadió a los muros un sistema de refuerzos horizontales con las soleras, cuñas, llaves y diagonales que ayudan a soportar los movimientos de la tierra.[cita requerida]
Luego, en la época de la República se originó una nueva técnica mixta de construcción. Esta era el entramado de madera relleno con “adobillos“ . Esta técnica trata de una estructura de madera de piezas de 4x4 de roble, coigüe o pino Oregon americano, que estaban rellenas por un adobe de forma especial que en los extremos tiene unas ranuras para poder soportar listones verticales. Todo este sistema permitió que soportara de manera efectiva a los sismos.[cita requerida]
Los estándares de construcción de Chile requieren que todos los edificios sobrevivan a un terremoto de magnitud 9.0. Es decir, el edificio puede agrietarse, inclinarse e incluso declararse inadecuado para un uso futuro después del terremoto, pero no puede colapsar. Entonces, para cumplir con los requisitos del gobierno, el costo promedio de cada edificio en Chile es más alto que en la mayoría de los demás países.
Las columnas fuertes y las vigas débiles se utilizan ampliamente en los edificios chilenos. Están soportados por columnas de hormigón armado y reforzados por marcos de acero. Antes de apilar, la empresa constructora perforará agujeros para medir la velocidad de la onda y calcular la frecuencia natural del edificio, de modo que la estructura principal del edificio pueda oscilar libremente con la onda sísmica. Su concepto de diseño es amortiguar y liberar energía sísmica tanto como sea posible y maximizar la preservación del edificio.

## Período precolombino

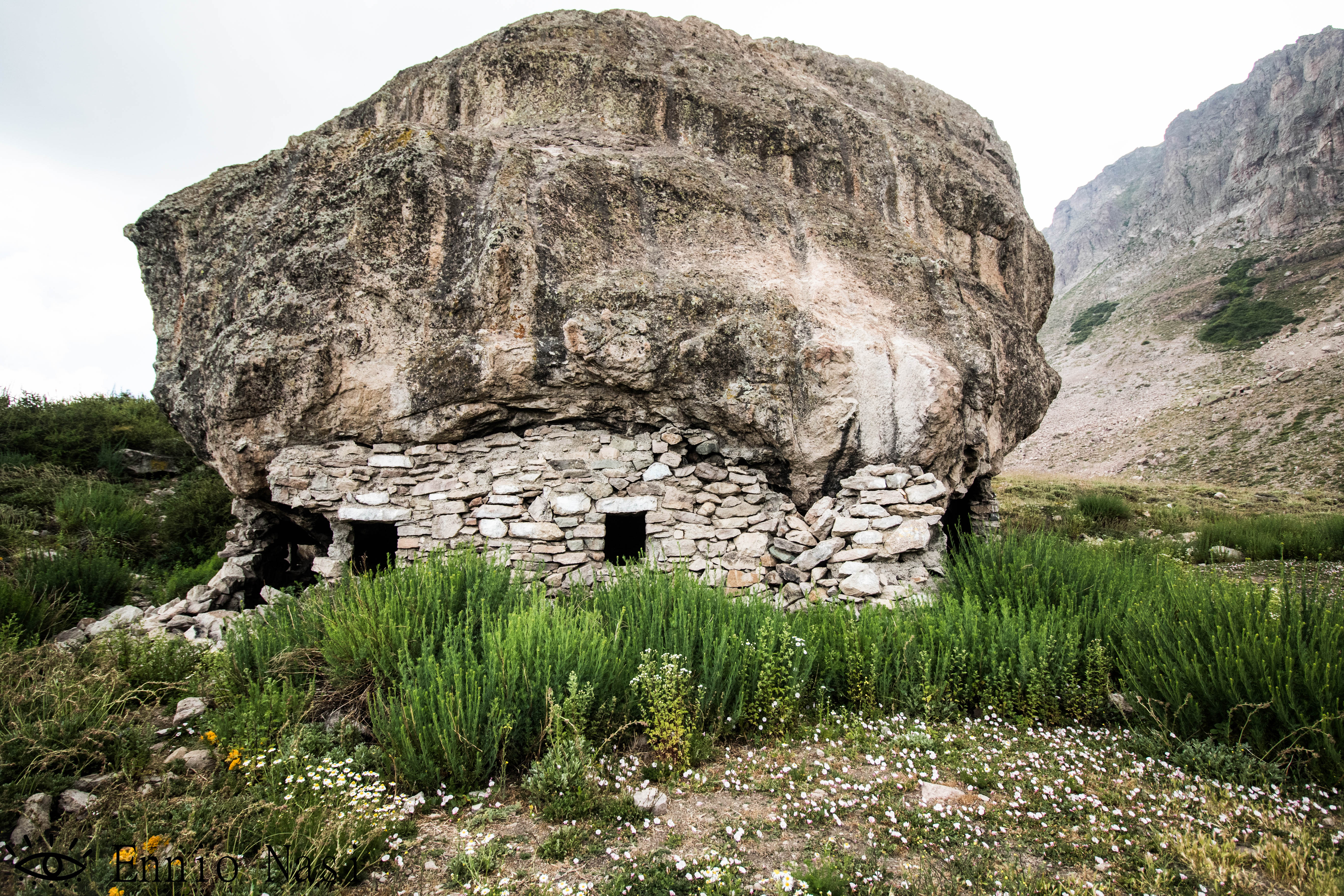
Casa de piedra, atribuido a la cultura aconcagua, localizado en Farellones, Región Metropolitana de Santiago.
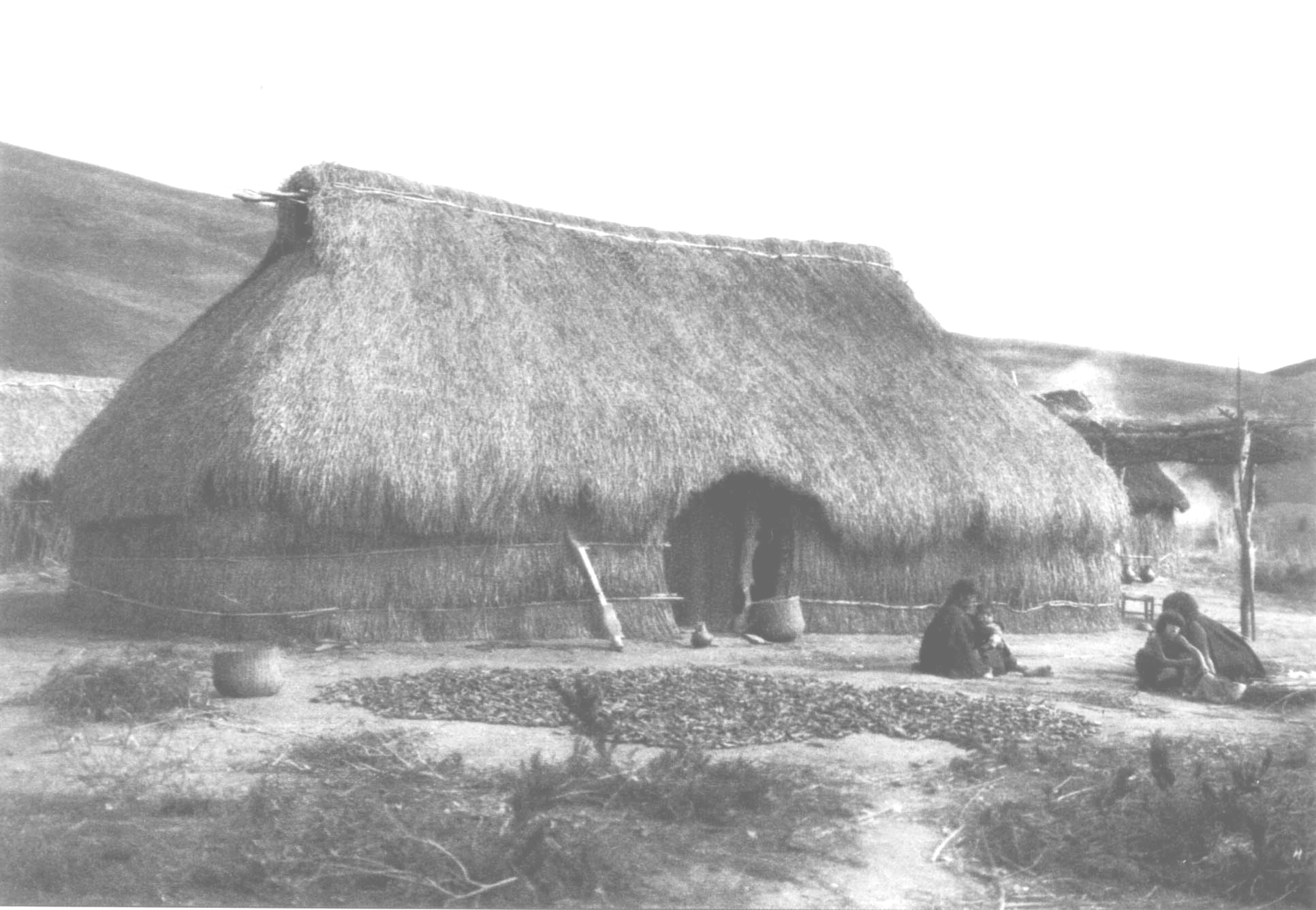
Retrato de una ruca característica del pueblo mapuche habitante de la Región de la Araucanía, 1930.
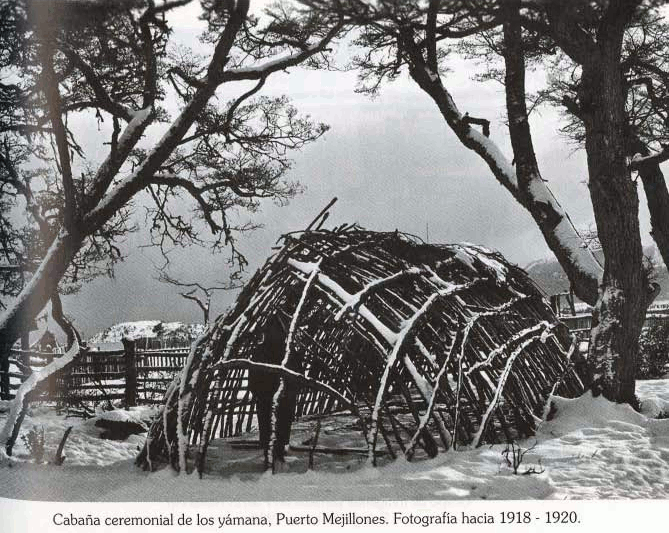
Cabaña ceremonial yagán, pueblo habitante de la Región de Magallanes, 1918.
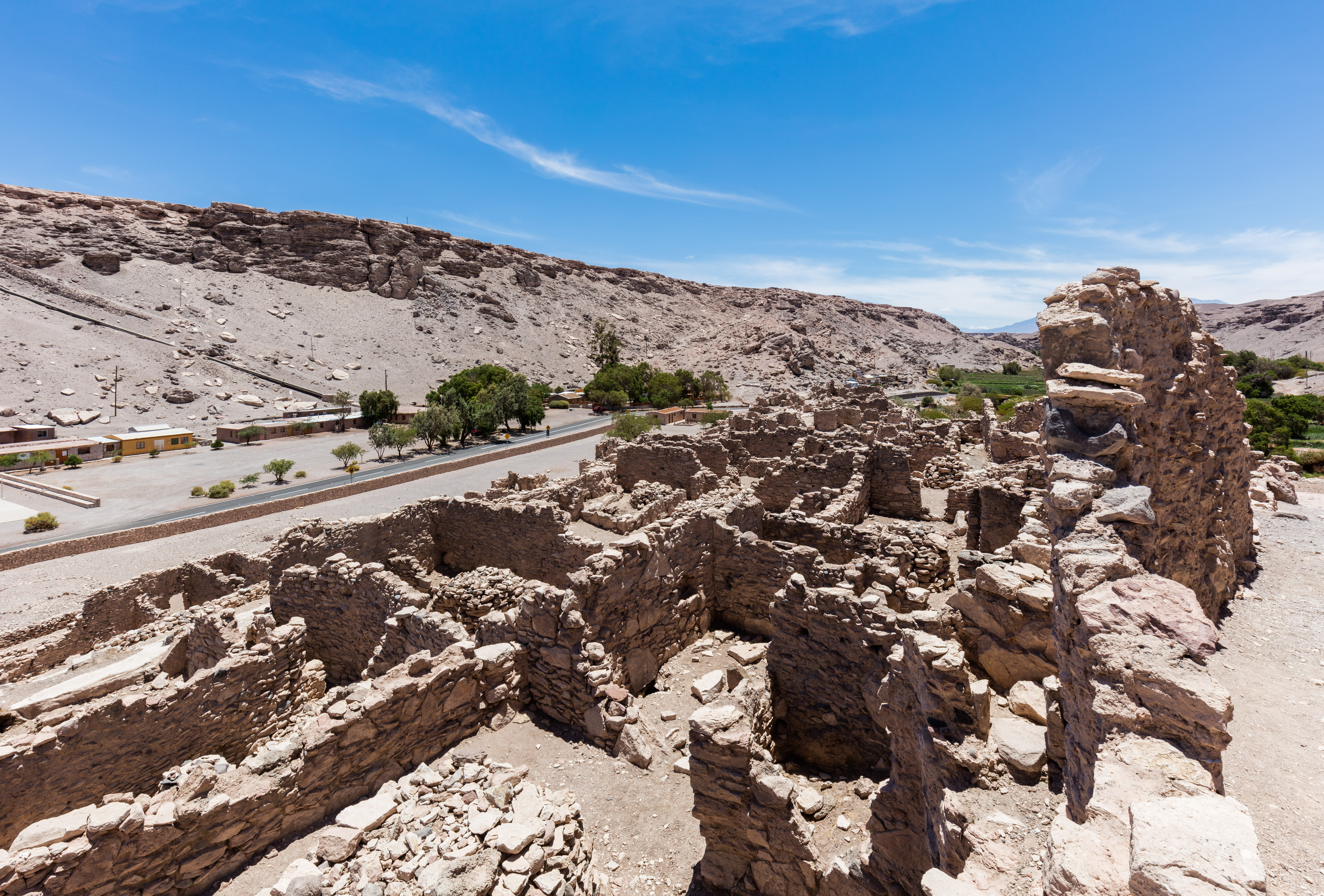
Pucará de Lasana, arquitectura incaica en piedra en la provincia de El Loa, Región de Antofagasta.

### Zona norte
Durante el final de la era precolombina, la parte norte de Chile fue gobernada por el imperio incaico entre el 1471 y el 1530, y fue influenciada por esa cultura, desarrollando también una rica artesanía. Los edificios incaicos son en su mayoría estructuras de piedra, las principales características de su estilo arquitectónico son el uso de la topografía del terreno y los materiales existentes como parte del diseño. Las piedras que utilizaron son de tres tipos: pórfido de diorita verde de Sacsayhuamán, caliza de Yucay y andesita negra. Cada piedra puede pesar varias toneladas. Eran minadas por los incas con piedras más duras y herramientas de bronce. Según las marcas en las piedras, en su mayoría se rompen en una forma determinada en lugar de cortarlas. Las paredes de adobe se colocaron generalmente sobre cimientos de piedra y los techos generalmente están hechos de pasto o cañas. Estas hierbas o juncos se colocaban en postes de madera o caña de azúcar, se ataban con cuerdas y se fijaban a muros de piedra con pilas de piedra prominentes.
La mayoría de las construcciones incaicas eran simples y formales. Tenían un diseño similar y solían combinar la geometría con la naturaleza en combinación con el paisaje. Aunque los constructores incas generalmente no empleaban mortero, su arquitectura era muy resistente y, de hecho, su uso particular de mampostería de piedra seca le dio a sus edificios buenas cualidades antisísmicas, lo que los hizo muy adecuados para las regiones propensas a terremotos de lo que es ahora Chile. Relativamente pocos ejemplos de arquitectura inca en territorio chileno han sobrevivido hasta el día de hoy en buenas condiciones, aunque aún se pueden encontrar algunos restos de fortalezas de piedras llamadas pucarás. Estos complejos defensivos, como el Pucará de La Compañía y el Pucará de Chena, estaban unidos por la red vial conocida como Camino Inca o Qhapak Ñan. Aunque la fortaleza de Quítor también se clasifica bajo el término genérico de pucará, su construcción en realidad es anterior a la presencia inca por un par de siglos, pues se estima su levantamiento en torno al 1300, lo que la convierte en uno de los pocos ejemplos bien conservados de arquitectura prehispánica y preincaica en el país.

### Zona centro
En la zona central de Chile se pueden encontrar vestigios de construcciones en roca al alero de cuevas y promontorios rocosos de la cordillera y precordillera, llamadas casas de piedra, las cuales se cree que fueron realizadas por la cultura aconcagua, la que se desarrolló entre el 900 y 1500 y que por tanto es anterior al inca. Estas construcciones tenían un propósito estacional de carácter estivo para la caza de guanacos. La misma cultura también vivía de manera más constante sobre terrazas fluviales en torno a ríos y esteros de la zona central, aunque sin constituir aldeas, sino que siguiendo un patrón de asentamiento disperso similar al mapuche, en viviendas construidas con paredes de quincha.

### Zona sur
En el sur del país los mapuches residían en viviendas llamadas rucas. Tradicionalmente poseían una forma oblonga y una base bastante ovalada, el piso era de tierra y su estructura interna se armaba con troncos, mientras que para el revestimiento exterior, se utilizaba paja, fibras de junco, coirón o totora, los cuales servían de aislante térmico y protección frente a las lluvias. Dos o tres pilares gruesos de roble eran alineados a lo largo de su eje simétrico y reforzados con grandes piedras para dejarlos perfectamente verticales. En el extremo superior, se colgaba un tronco horizontal que funcionaba como caballete o cumbre y, a una altura de uno o dos metros, se encajaba una solera que servía de apoyo. En cada caso, las uniones eran reforzadas con amarres de cuerdas vegetales trenzadas o enroscadas que cubrían las maderas por completo. Asimismo, la disposición del fogón era central al interior de la vivienda, y su humo impermeabilizaba y extendía la vida útil del conjunto. Además, durante la guerra de Arauco los cronistas españoles tomaron nota de la capacidad de los mapuches para erigir rápidamente fortificaciones militares defensivas simples pero efectivas. A estos también se les dio el término genérico de pucarás, aunque la evidencia sugiere que los constructores mapuche prefirieron el uso de movimientos de tierra a la mampostería de piedra.
En la zona austral, el pueblo selknam construía viviendas de forma cónica, con un esqueleto a base de ramas de lenga y revestidas en cueros animales, principalmente de guanacos, con los que estos habitantes buscaban sortear rudimentariamente el frío, la lluvia y la nieve magallánica.

### Zona insular
Los rapanuis, habitantes de la Isla de Pascua, desarrollaron dos tipos de edificaciones. Una de ellas, el hare paenga, tenía forma de barca invertida y alargada, es decir, con una base ovalada, similar a la mapuche pero aún más elipsoidal. El perímetro de la vivienda, a nivel de superficie, estaba demarcada por piedras, y encima de la misma se erigía un esqueleto hecho de troncos delgados, que luego se revestía con tres capas vegetales: una capa de totora, hojas de caña de azúcar y una capa de hierba. El resultado exterior se asemejaba de cierta manera a la ruca mapuche, aunque su dimensión era más reducida. El otro tipo edificatorio consta también de una construcción de una altura acotada, aunque el perímetro rocoso del caso anterior se proyecta en forma de paredes hechas de piedra, manteniendo una base ovalada, aunque la elipse que dibuja no es tan pronunciada, a veces pareciéndose a un círculo, y el cubrimiento superior pasa a contener el armazón restante y pasa a ser verde exteriormente, fusionándose de esta manera con su entorno natural.

## Período colonial español

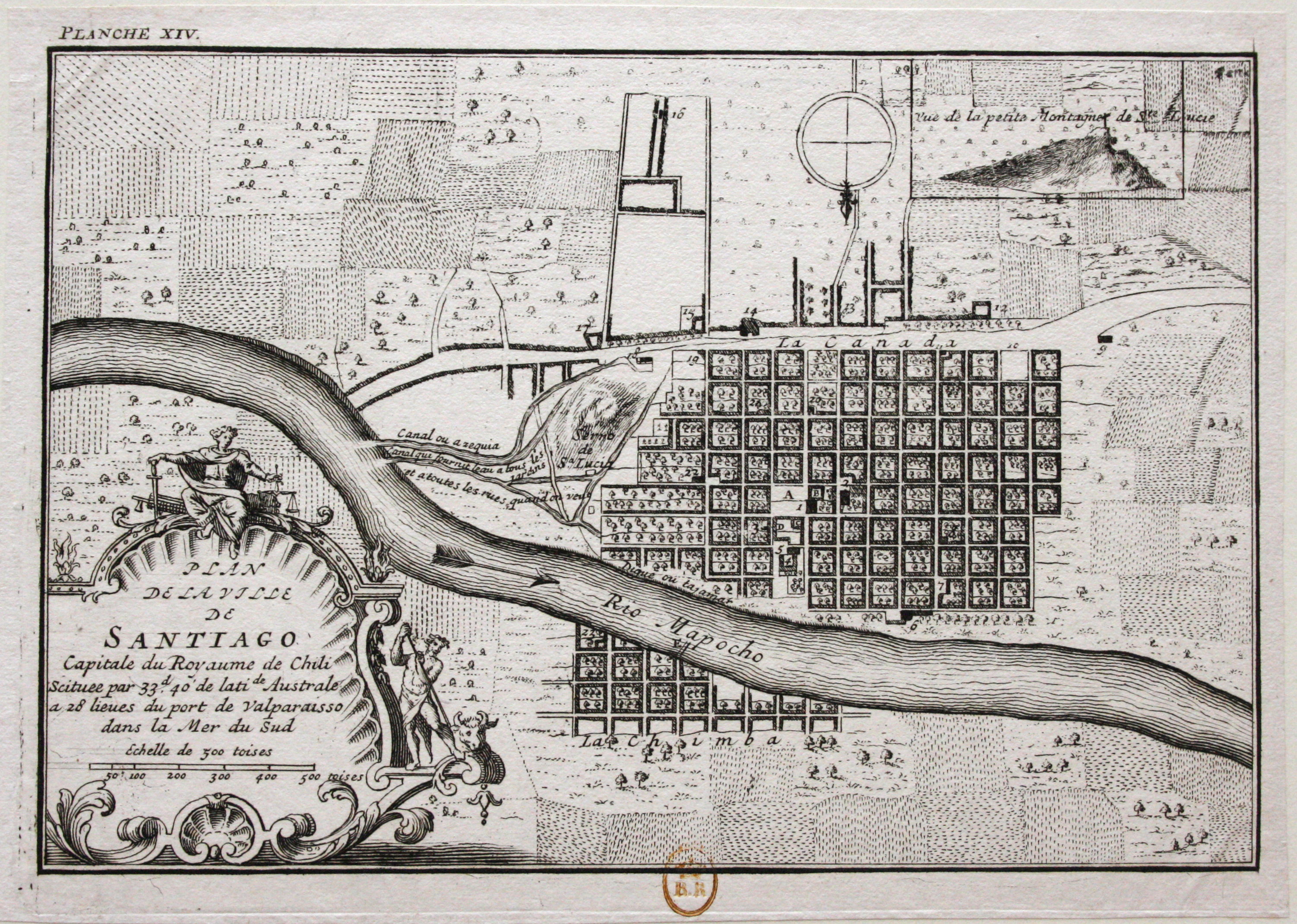
Plano de Santiago de Chile en 1716. Nótese el diseño hipodámico, con la plaza como punto central y la disposición de los edificios principales en torno a ella, legado del modelo de urbanización colonial español.
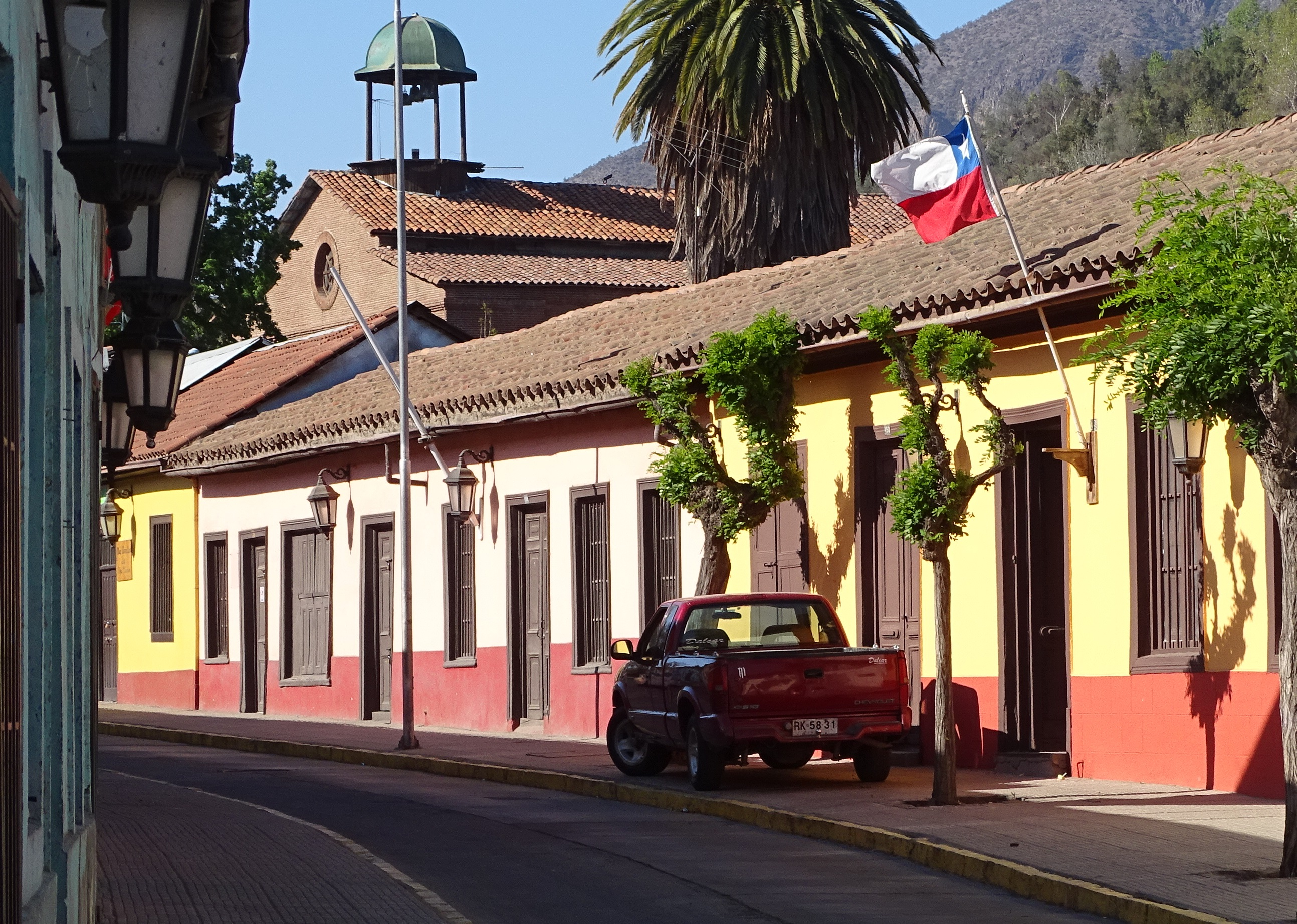
Calle Comercio de Putaendo, ejemplo del uso tradicional y heredado del estilo colonial hispano.
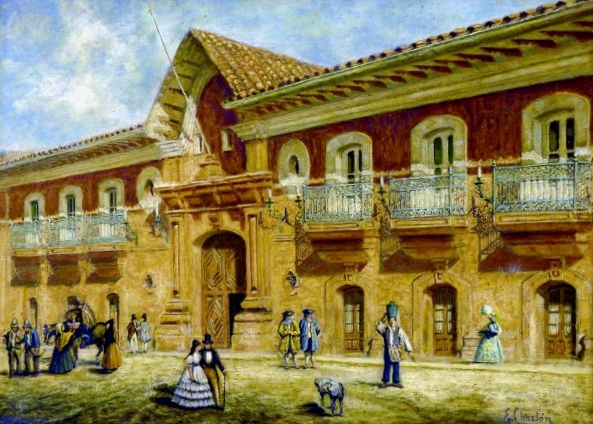
Casa Colorada, construida en Santiago de Chile entre 1769 y 1779 como residencia de Mateo de Toro Zambrano, ejemplo de un frontis ricamente ornamentado de estilo colonial.
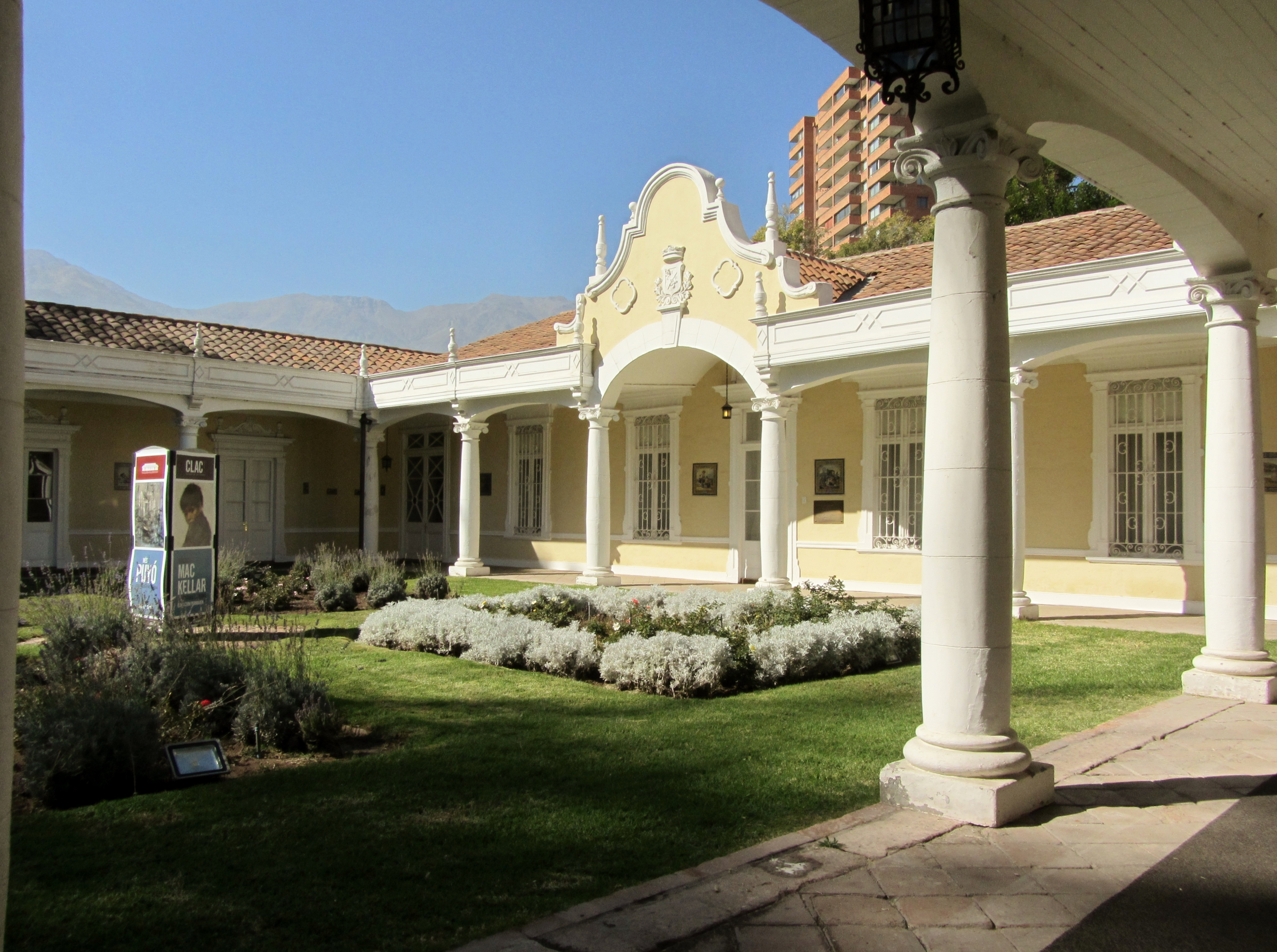
Patio interior, corredores, adobe y tejas en la casona de Santa Rosa de Apoquindo, ejemplo de la aplicación de conceptos y técnicas del tradicionalismo colonial.

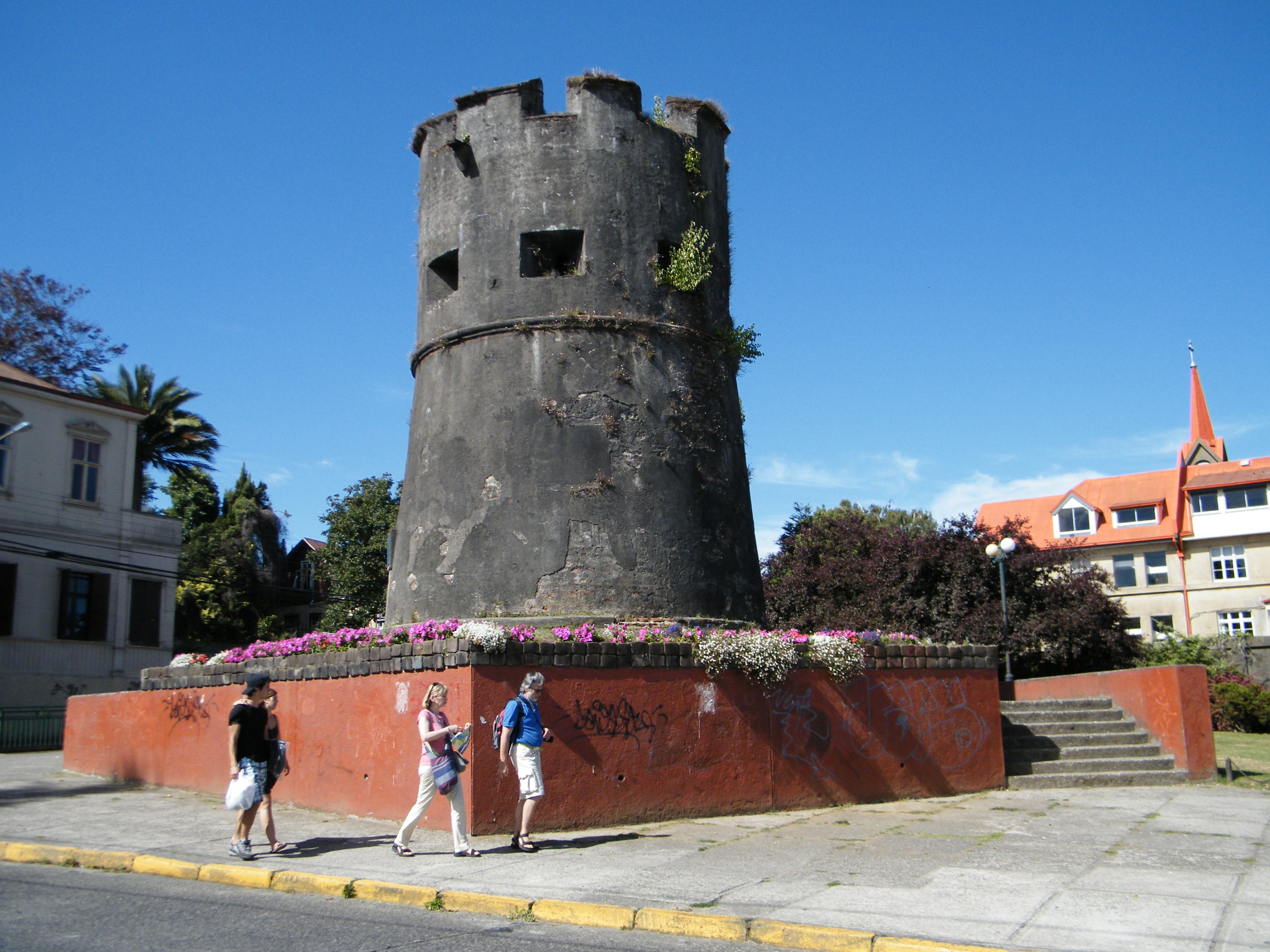
Torreón Los Canelos, Valdivia, diseñado por Juan Garland en 1678 y construido en 1774, ejemplo de arquitectura española con propósito militar.
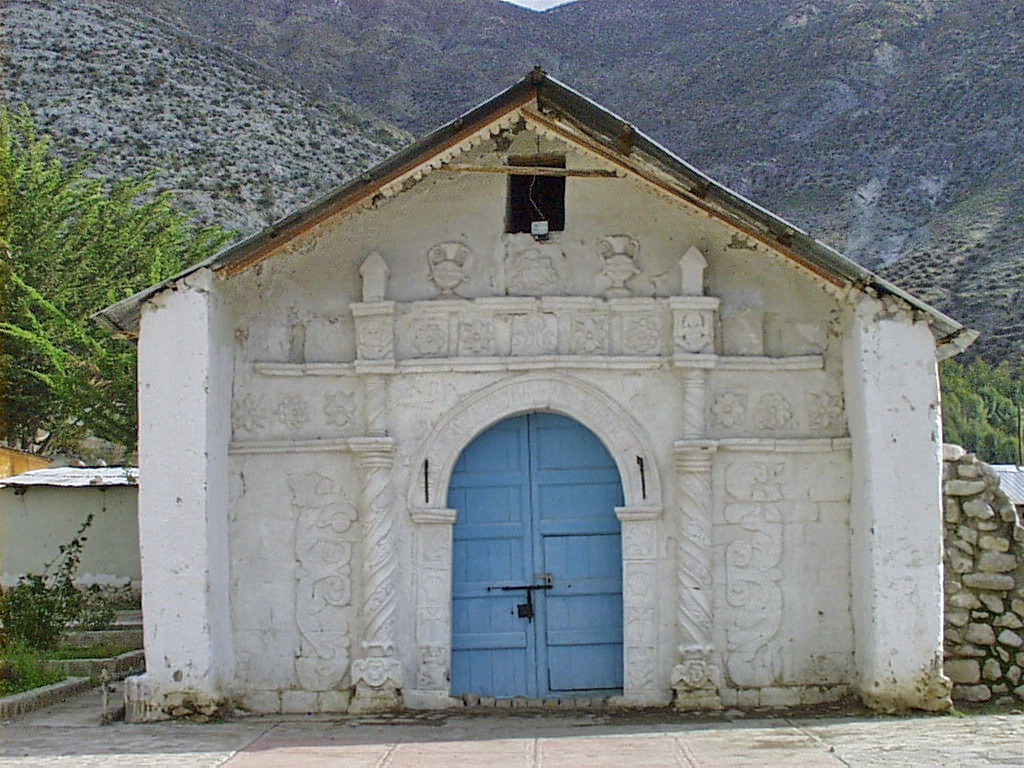
Iglesia de San Santiago, ubicada en Belén, Región de Arica y Parinacota, erigida en el siglo XVI en estilo barroco andino.
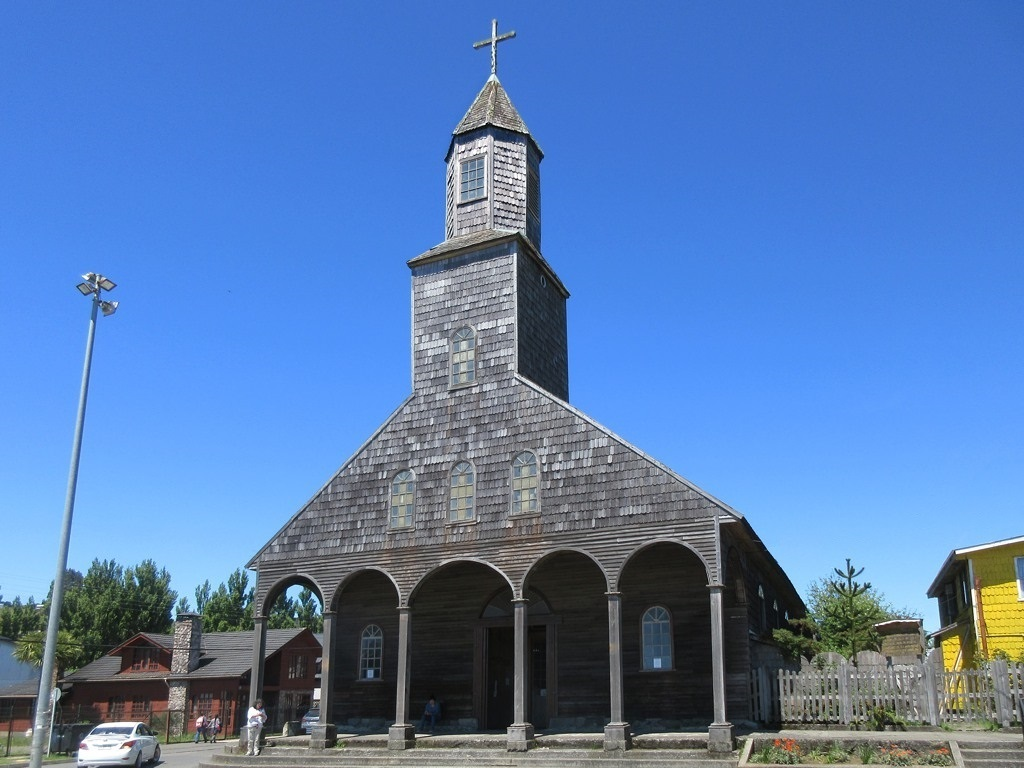
Iglesia de Achao, construida en 1730, representante temprano de la arquitectura en madera de Chiloé, Región de Los Lagos.

En 1540, Pedro de Valdivia fue enviado a invadir Chile y se establecieron sucesivamente poblados como Santiago y Concepción. Así Chile se convirtió en colonia española entre 1540 y 1818, y la arquitectura chilena de entonces pasó a estar fuertemente marcada por las características heredadas de España. 
La irrupción del imperio español en Chile significó para la naciente nación importantes avances desde el punto de vista técnico, tecnológico, estético y urbanístico. Desde un punto de vista urbanístico, la corona española dotó a Chile de una distribución esencial del trazado vial y constructivo asentado en el plan hipodámico, de naturaleza geométrica y ortogonal, escalable en cuanto a uniformidad. La apertura vial estaba dispuesta en favor del transporte animal, y la selección de las fundaciones tenía presente la disponibilidad de suelo arable y de cursos de agua para el riego y el uso humano. El punto central de esta urbanización la constituía la plaza, punto neurálgico y concentrador del poder administrativo y clerical, representados en obras arquitectónicas simbólicas y monumentales que acogían a la institucionalidad regidora.
Por ejemplo, la Plaza de Armas de Santiago, junto a la ciudad, se diseñó en torno a 1541. Según la práctica española, y siguiendo la generalidad establecida para la fundación americana, la ubicación de la plaza debió ser plana y abierta, y rodeada de los siguientes edificios: residencias eclesiásticas, tribunales reales, tesorerías, ayuntamientos, cárceles y dignatarios. Al comienzo de la plaza, el parque central estaba estacionado con carros de madera cargados con productos agrícolas, por lo que la plaza también se convirtió en el principal mercado comercial de la ciudad. Durante el período colonial se formaron unas tenderetes estrechas y fijas, que hoy formaban unas callejuelas alrededor de la plaza.
Hubo una importación de la tradición arquitectónica española hacia Chile, más claramente expresada en los edificios que representaban al poder administrativo y clerical, pero también la misma permeó a la arquitectura residencial de todas las castas sociales. Una importación tecnológica fue el uso de la teja, como un elemento innovador en el recubrimiento superior de la vivienda, vivienda que pasó a estar hecha en adobe, usualmente con un patio central, y pasillos que comunicaban interiormente cada espacio habitacional. Por otra parte, el imperio español dotó también a la capitanía chilena de varios fuertes con propósito militar en áreas costeras y en su frontera sur, en consideración de los constantes saqueos marítimos de corsarios y piratas, como así también a causa de la Guerra de Arauco.
La señalada importación generó también formas de arquitectura mestiza, que fusionaban las tradiciones arquitectónicas europeas hispánicas con la tradición precolombina. A partir de esta conjunción se gestó en el norte de Chile el estilo barroco andino, patente en muchas de las iglesias ubicadas en el desierto y el altiplano atacameño, y que, a diferencia de la zona central, mantuvo un recubrimiento superior a base de fibras vegetales siguiendo la tradición nativa, en edificios de adobe que adicionaban una ornamentada entrada frontal, propia del barroco. Otra forma diferente de sincretismo se produjo en la zona sur de Chile, particularmente en Chiloé, donde se adoptó un uso predominante de la madera en todas las disposiciones constructivas, y donde la teja en madera adquiere protagonismo al revestir toda la edificación.
Al final de la colonia, específicamente en 1780, aterrizó en Chile el arquitecto Joaquín Toesca, quien fue el responsable de la renovación de los diques del río Mapocho, de la construcción del Palacio de La Moneda y la terminación de la nueva Catedral Metropolitana de Santiago, que fueron las obras arquitectónicas más importantes de su época. Introdujo edificios de mampostería nuevos y técnicamente más complejos, situándose en una época de transición entre estilos propiamente coloniales y nuevos estilos que estaban emergiendo por entonces.
Las iglesias de Chiloé son un representante destacado de la arquitectura cristiana en madera, única de América Latina. Estas iglesias simbolizan la prosperidad cultural del archipiélago de Chiloé. También son testigos de la integración exitosa de la cultura local y la cultura europea, la arquitectura y el entorno natural, y el valor orgánico de la sociedad local. Es uno de los estilos más destacados de la arquitectura chilota. A diferencia de la arquitectura colonial española tradicional, las iglesias de Chiloé están hechas completamente de madera nativa y utilizan una gran cantidad de tejas de madera. Estas iglesias están construidas con materiales para resistir el clima oceánico húmedo y lluvioso del archipiélago de Chiloé.

## SigloXIXe inicios delsigloXX

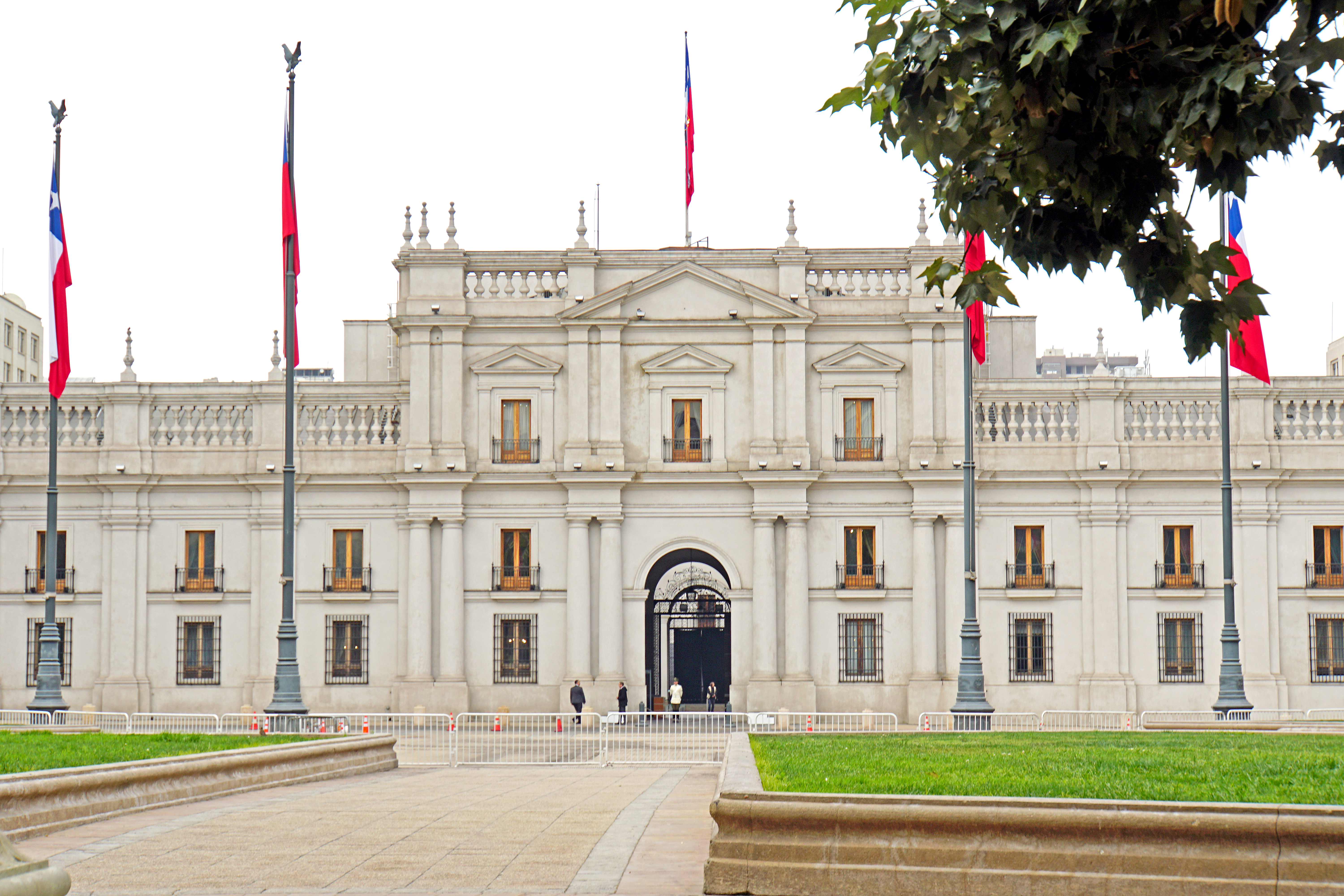
Palacio de la Moneda, diseñado por Joaquín Toesca y terminado en 1805 durante el fin de la colonia, es un antecedente inmediato del estilo neoclásico, que se haría común en los albores de la joven república chilena.
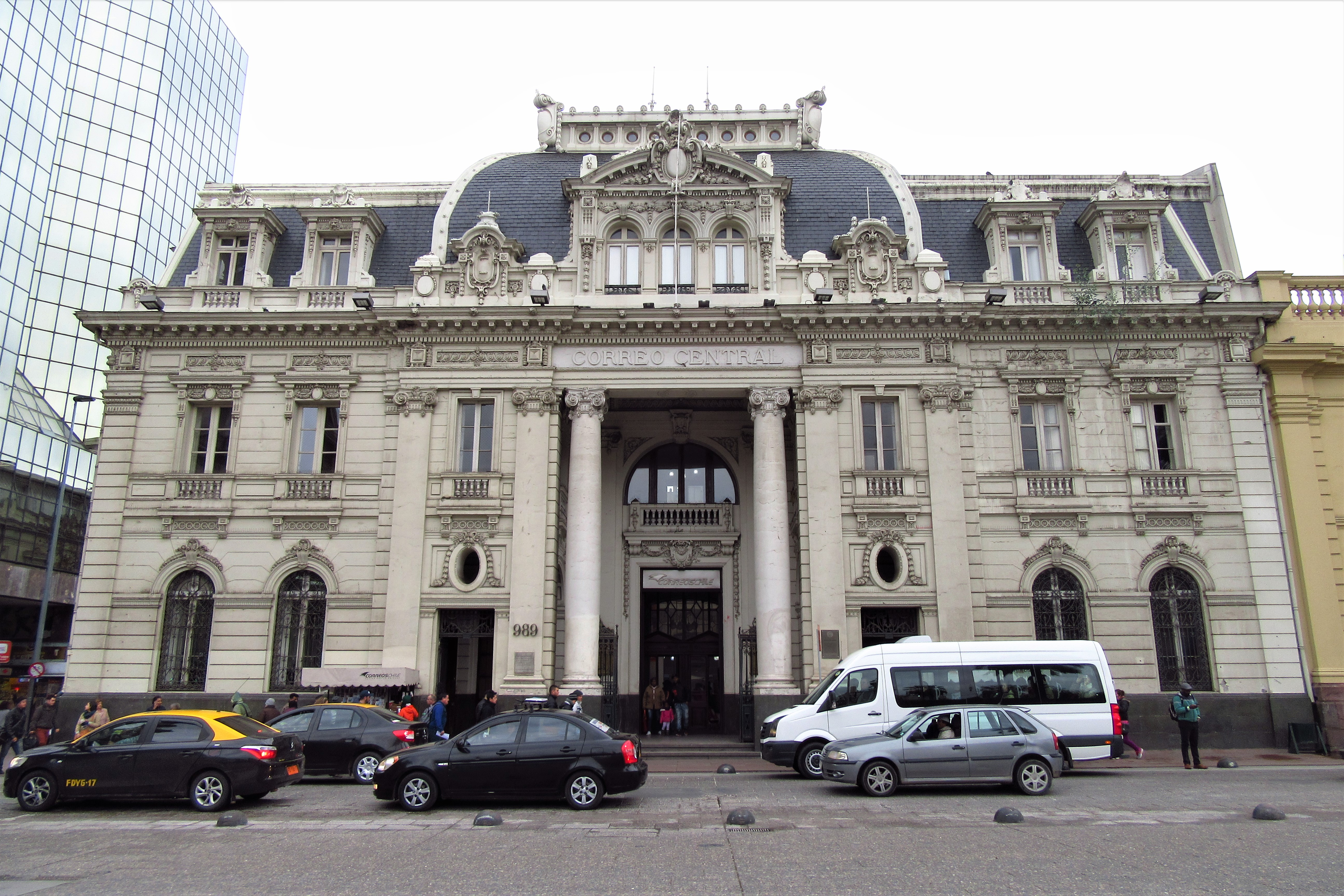
Correo Central de Santiago, edificio en estilo bellas artes, tras su remodelación en 1908 por Ramón Feherman.
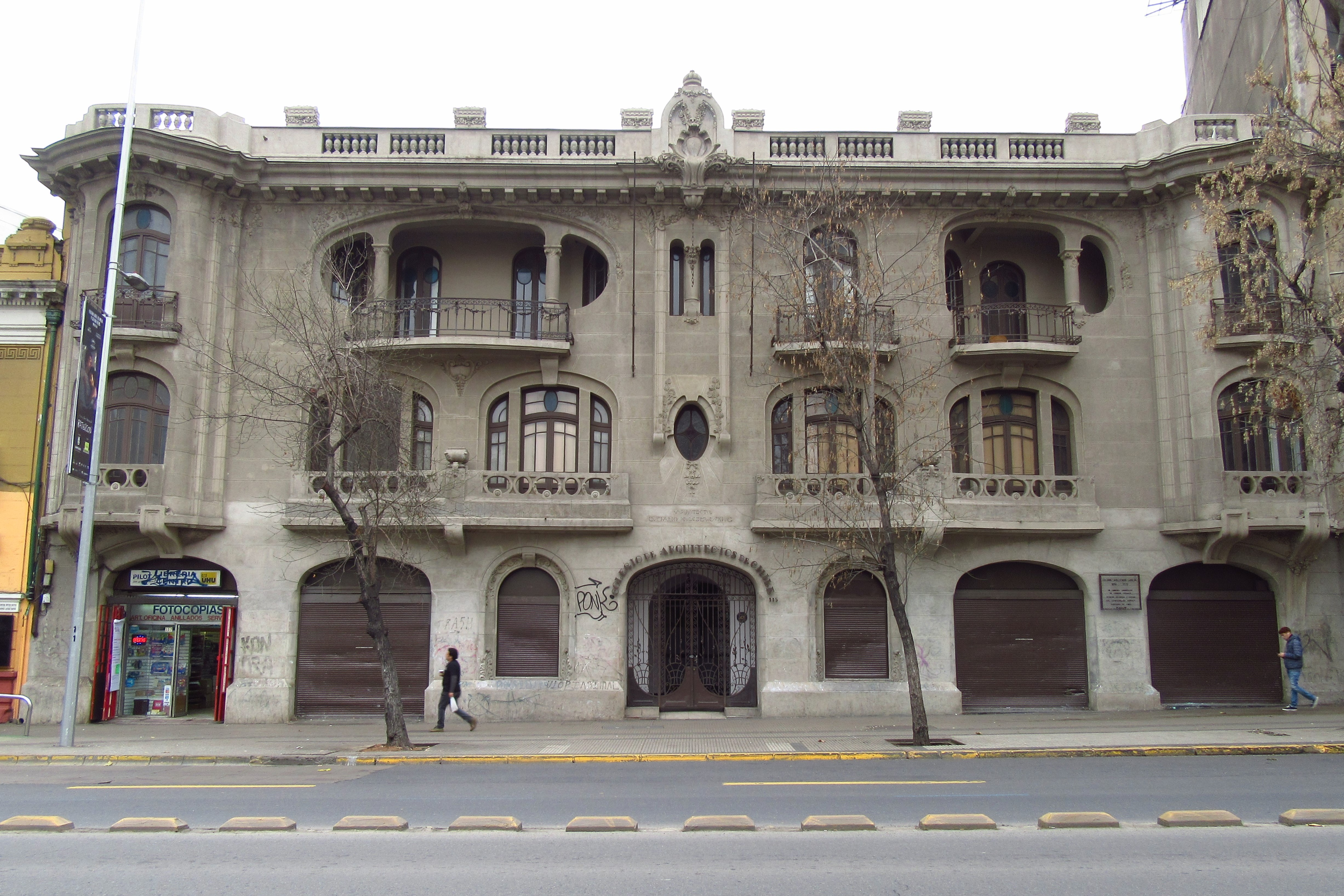
Sede Nacional del Colegio de Arquitectos de Chile, edificio de estilo art nouveau, diseñado por Luciano Kulczewski y construido en 1920.
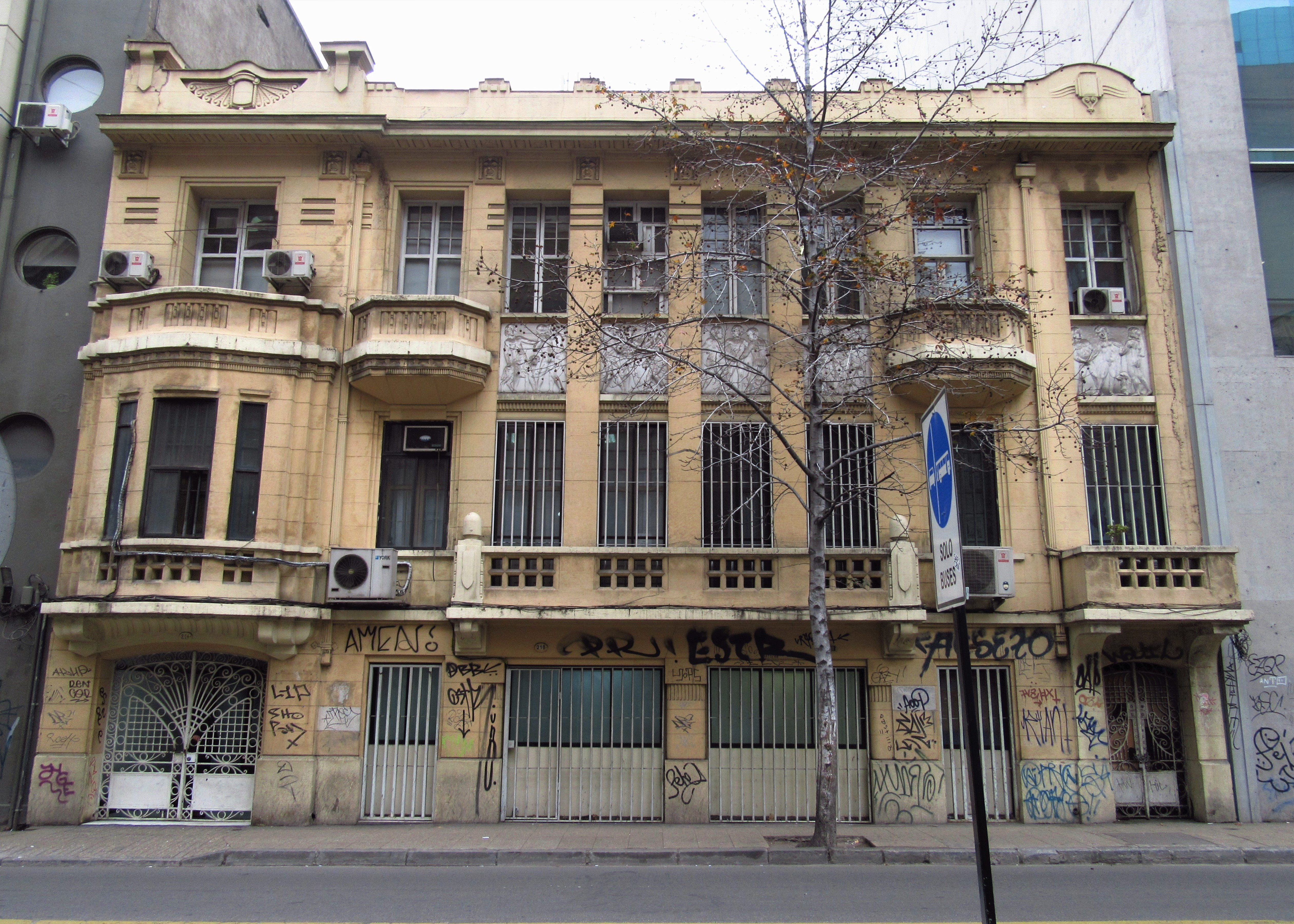
Hermanos Amunátegui 219, edificio construido a inicios de siglo XX en estilo art déco.

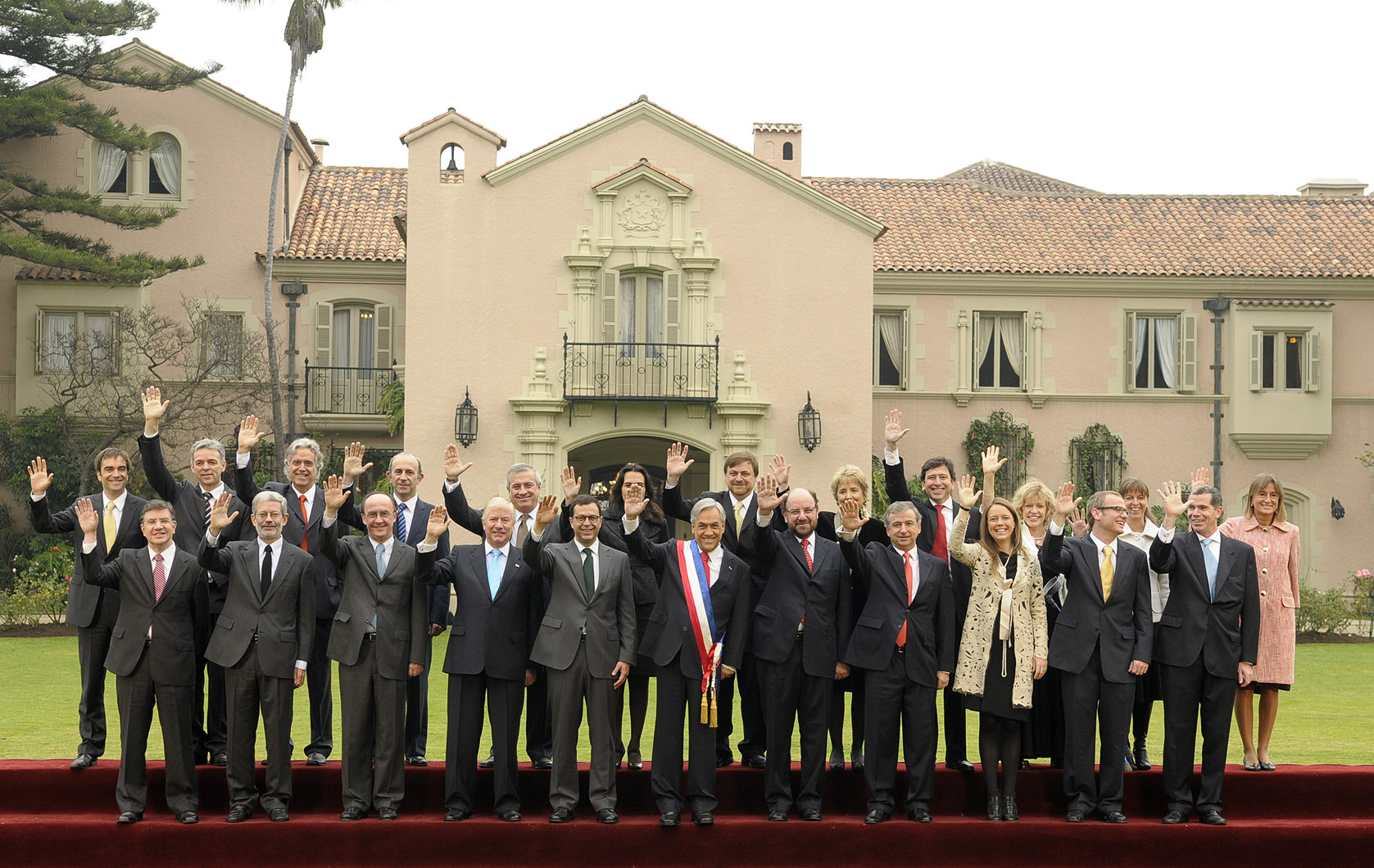
Palacio Presidencial de Cerro Castillo, edificio de estilo neocolonial hispano, inaugurado en 1930.
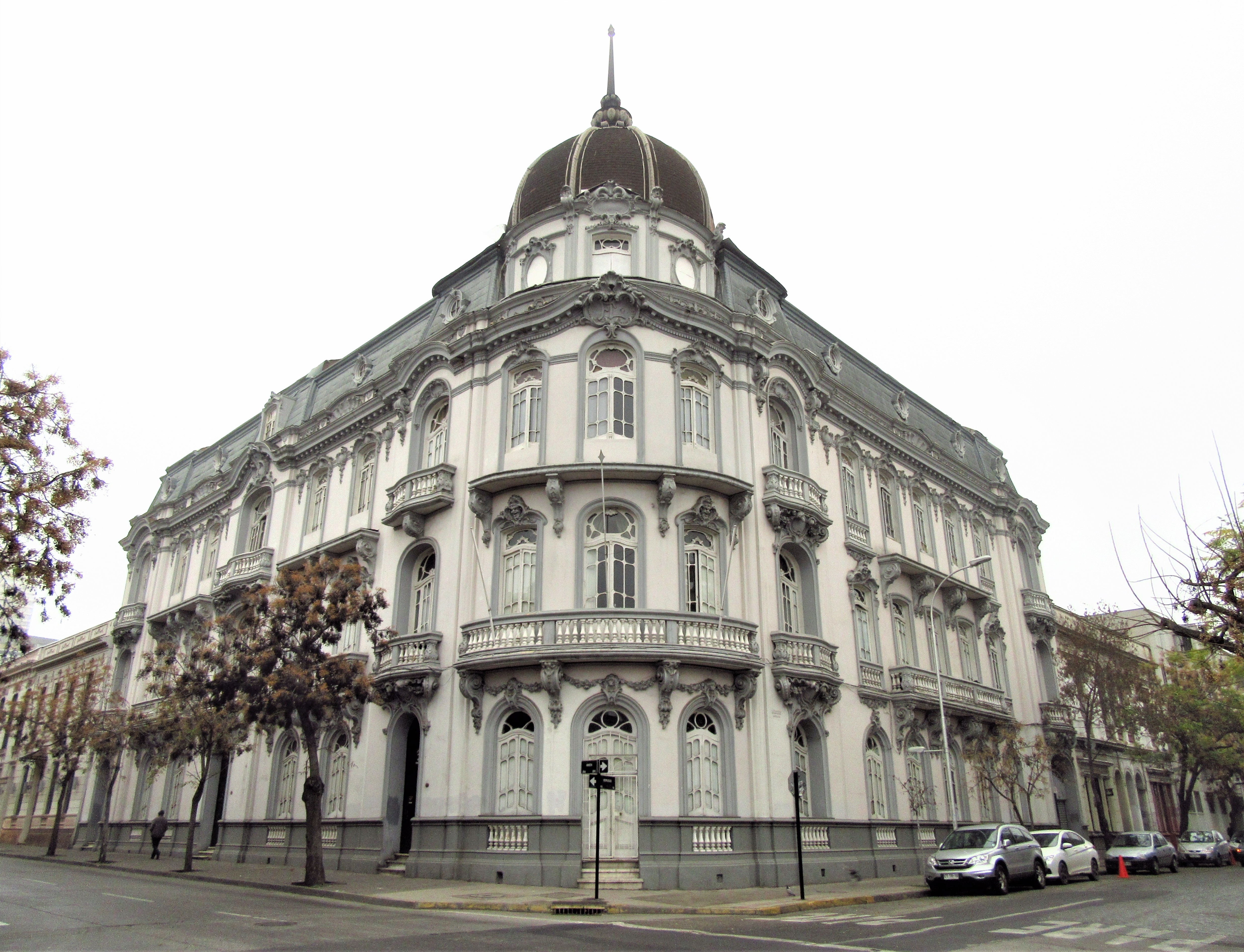
Palacio Larraín-Mancheño, edificio construido en 1913 con un exterior neorrococó.
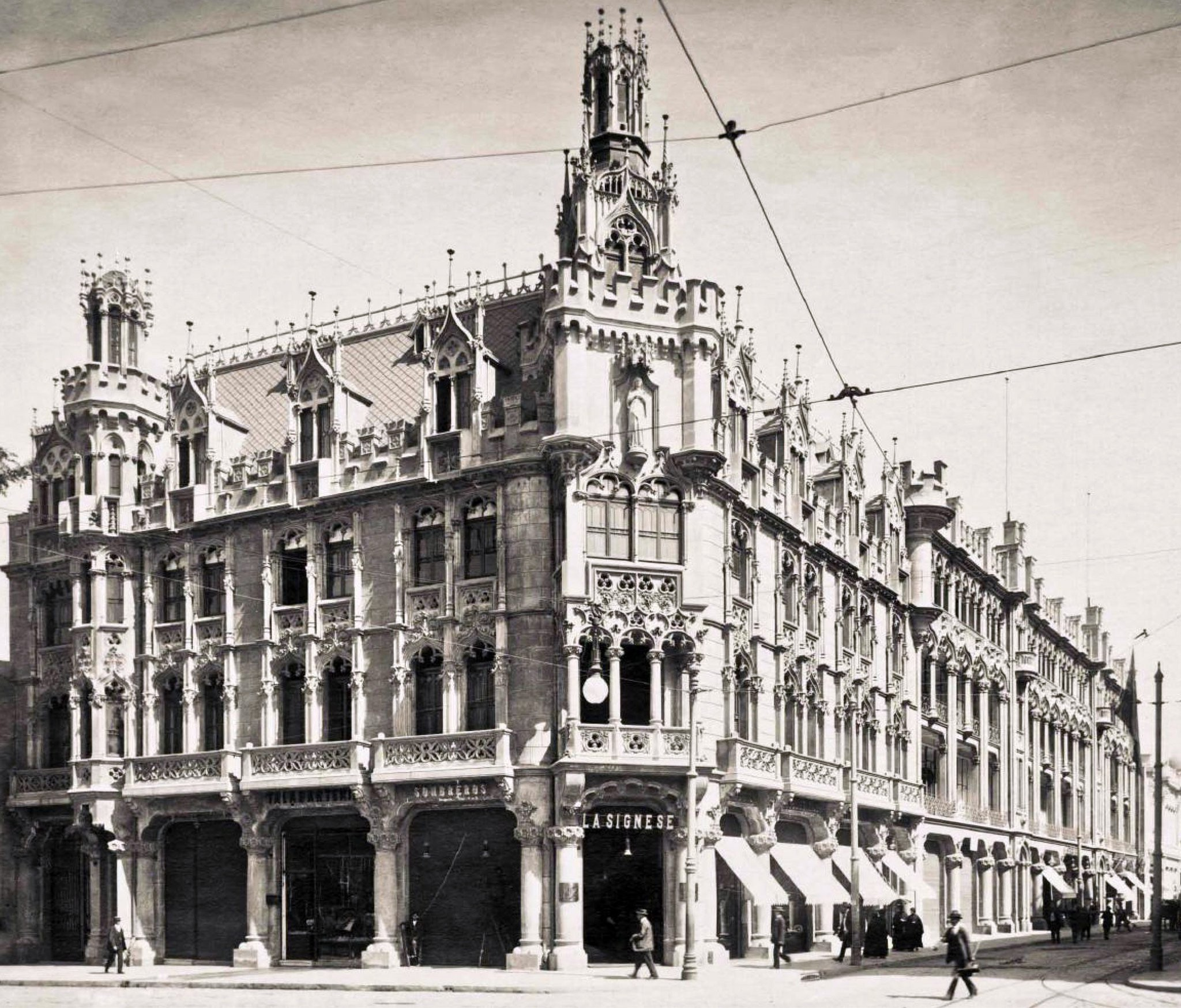
Palacio Undurraga, inaugurado en 1915, representante del estilo neogótico.
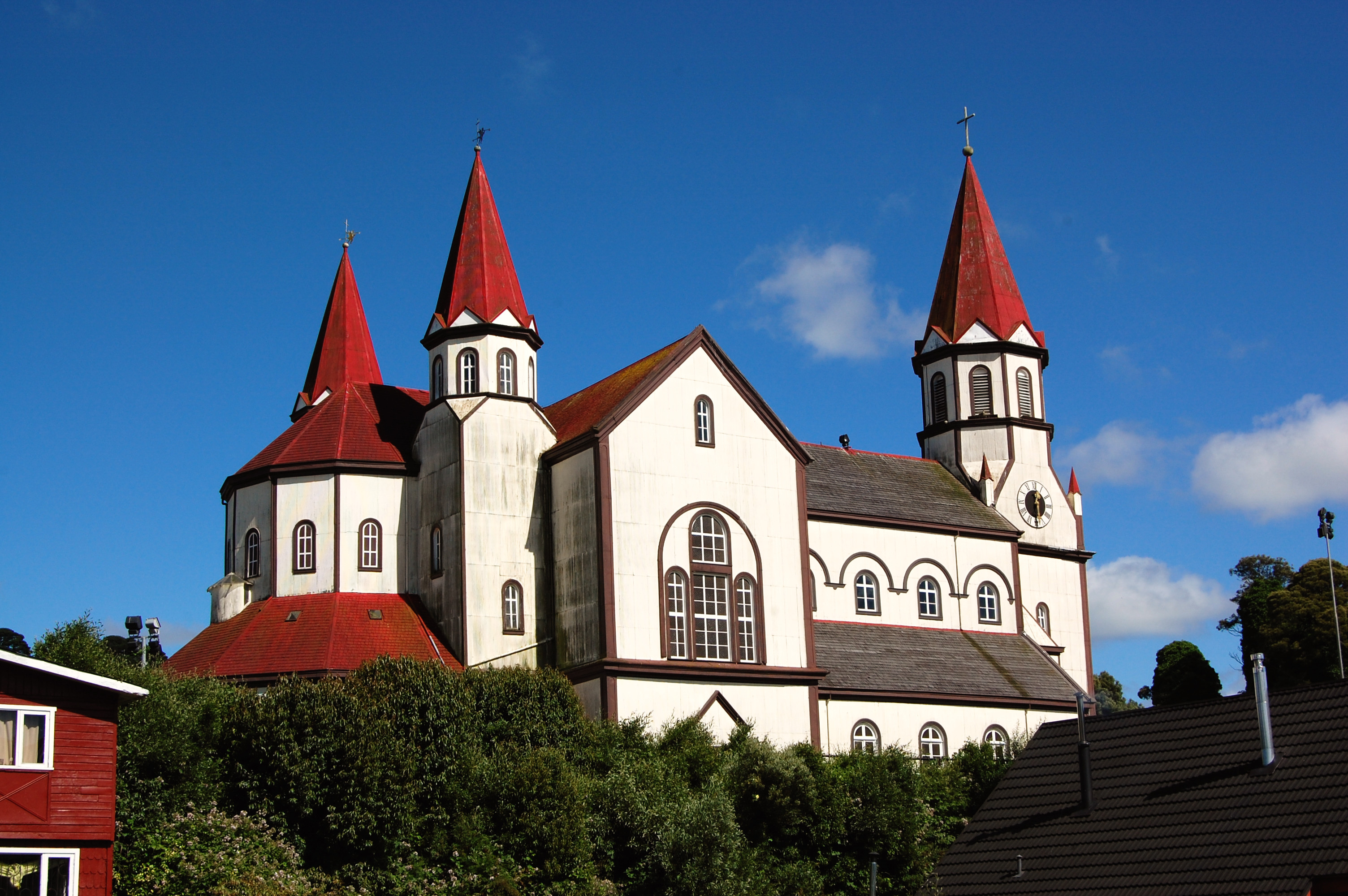
Catedral de Puerto Varas, ejemplo del uso de la madera en la arquitectura del sur del país, la que va del neorrománico alemán al maderogótico, y que evidencian el sincretismo germano-chileno.

La época denota importantes cambios en la forma de producir arquitectura en el país. En ello hay una suma de eventos históricos cruciales en la historia de la nación chilena, debido al cambio organizacional de ser una colonia española a una república independiente. La propia independencia derivó a una apertura hacia los flujos mundializadores, tanto desde una óptica económica como social, es decir, flujo de bienes y flujos humanos, que fueron a su vez flujos tecnológicos y de saberes. La misma, potenciada además por cierta bonanza económica hacia el entresiglo, en conjunto con la participación de inmigrantes europeos en el concierto nacional, permitió una mejor asimilación de las nuevas corrientes artísticas que se estaban desarrollando en Occidente, y que tuvieron una radiación de diferentes estilos hacia la segunda mitad del siglo XIX y principios del siglo XX, y que constaron de la presencia de renovadoras vanguardias arquitectónicas, principalmente en los estilos neoclásico, art beaux, art nouveau y art déco, pero también, y para el caso americano, en un redescubrimiento de estilos antiguos de la tradición europea, que derivaron en el desarrollo de estilos historicistas, tales como el neogótico, neotudor, neorrenacentista y neocolonial español.
El tránsito de esta época inicia con la construcción del Palacio de La Moneda, que fue concebido en el tramo final de la colonia como casa de monedas, de allí su nombre, y como uno de los edificios más grandes construidos por los colonos españoles a fines del siglo XVIII y principios del siglo XIX, no lejos de la Plaza de Armas, siendo acabado en 1805, a cinco años de la declaración de independencia nacional, y establecido como el palacio presidencial de Chile una vez independizado el país, se constituyó en un antecedente inmediato del estilo neoclásico, que se haría habitual durante la república temprana, coincidiendo con el auge de este estilo en las demás repúblicas recientemente independizadas de América, y en representación de una serie de nuevos valores democráticos en desapego de los valores precedentes asociados a la colonización, valores como la ilustración y la razón en oposición al credo religioso, la democracia y la república en su origen clásico grecorromano en oposición a la monarquía, la pulcritud y la simetría como operadores de la razón en oposición a la exuberancia y religiosidad del barroco. Muestra de lo anterior es que en 1818, Bernardo O'Higgins declaró oficialmente la independencia de Chile y estableció una república. A medida que propuso y promulgó algunas cláusulas avanzadas, como abolir la nobleza, desarrollar escuelas públicas, permitir la expansión del protestantismo y fomentar el comercio exterior, tales nuevas ideas fueron penetrando en el marco de la sociedad y en la arquitectura.
A mediados del siglo XIX, el arquitecto francés Francois Brunet de Baines fue comisionado por el gobierno chileno para crear un sistema educativo de arquitectos chilenos. Dirigió e impartió personalmente cursos profesionales a arquitectos hasta su muerte en 1855. Durante este período, completó un libro de texto sobre arquitectura, que es probablemente uno de los primeros libros al respecto en América Latina. Lucien Hénault se hizo cargo de 1857 a 1872. Como ambos provenían del Colegio de Artes de París, la arquitectura chilena en ese momento era similar a la francesa. Por aquel entonces la economía chilena cambió gradualmente el enfoque de la agricultura a la minería. Si bien las precedentes minas de carbón y plata fueron una importante fuente temprana de ingresos para el Estado y las familias privadas por igual, este proceso se vio exacerbado por el fin de la Guerra del Pacífico (1879-1884), cuando Chile tomó posesión de grandes territorios ricos en depósitos de salitre. La industria minera del salitre prosperó desde ese punto hasta el colapso de los precios del salitre debido al desarrollo de alternativas sintéticas durante la Primera Guerra Mundial. Durante este período, muchas familias hicieron fortunas en los sectores de la minería, el transporte marítimo y la banca. Estas familias fueron capaces de encargar grandes proyectos residenciales a arquitectos europeos y chilenos, realizados en los estilos que estaban de moda en aquel momento.
A fines del siglo XIX llegaron todavía más arquitectos extranjeros. Algunos de ellos fueron contratados por el gobierno, otros formaron empresas privadas, que trajeron nuevas formas y tecnologías a Chile. Estos cambios se reflejan en muchos edificios públicos y privados. Finalmente, Chile se convirtió en uno de los receptáculos arquitectónicos más interesantes y complejos de América Latina en el siglo XIX. Muchas viviendas de familias acaudaladas en este auge económico llegaron a ser conocidas comúnmente como palacios. A medida que la Gran Depresión de 1929 llevó a la ruina financiera de muchas dinastías mineras, varios de estos palacios fueron finalmente adquiridos por los gobiernos de las ciudades y ahora funcionan como ayuntamientos, centros culturales o museos, mientras que otros se dividieron para usos residenciales y comerciales más pequeños, aunque no todas corrieron con la misma suerte: algunas de estas viviendas han caído en mal estado, y otras tuvieron que ser abandonadas o demolidas.
Los mayores ingresos percibidos por el Estado chileno a través de impuestos y regalías sobre empresas mineras de propiedad mayoritariamente extranjera también llevaron a un aumento de las obras públicas, aunque estas tendieron a concentrarse en la capital. Con este período coinciden las amplias remodelaciones del trazado del centro de Santiago iniciadas por Benjamín Vicuña Mackenna, así como múltiples edificios públicos como el Museo de Bellas Artes, el Edificio Central de Correos, la Biblioteca Nacional, la entrada al cerro Santa Lucía o el Estación Central de Santiago.
También cabe mencionar que los flujos humanos, especialmente las inmigraciones europeas en Chile en el tránsito de esta época, contribuyeron a gestar, de manera excepcional, algunos ejemplos de sincretismo cultural con una dimensión material patente arquitectónicamente. Es el caso particular que se puede observar en la arquitectura de la zona sur del país, particularmente en las regiones de la Araucanía, y con mayor fuerza en Los Ríos y Los Lagos, donde la vernacularidad del uso de la madera fue potenciada con la adquisición de estéticas, formas y ornamentaciones de origen germánico, que traían los inmigrantes provenientes de Alemania y Suiza, y que se asentaron en aquellos territorios.

## Mediados delsigloXX

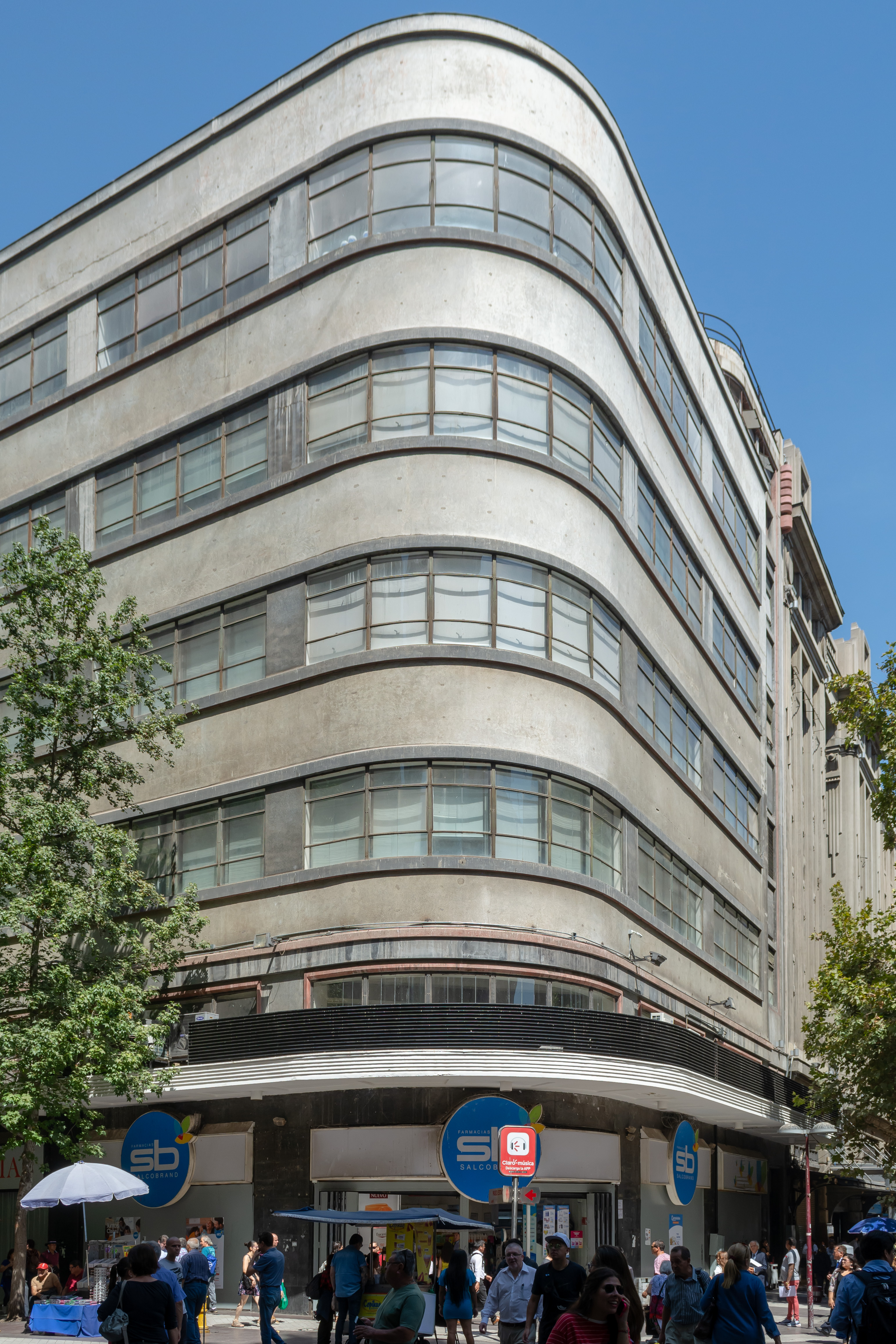
Edificio Oberpaur, de Sergio Larraín García-Moreno, año 1929, considerado el primer edificio de Chile en seguir los principios modernos.
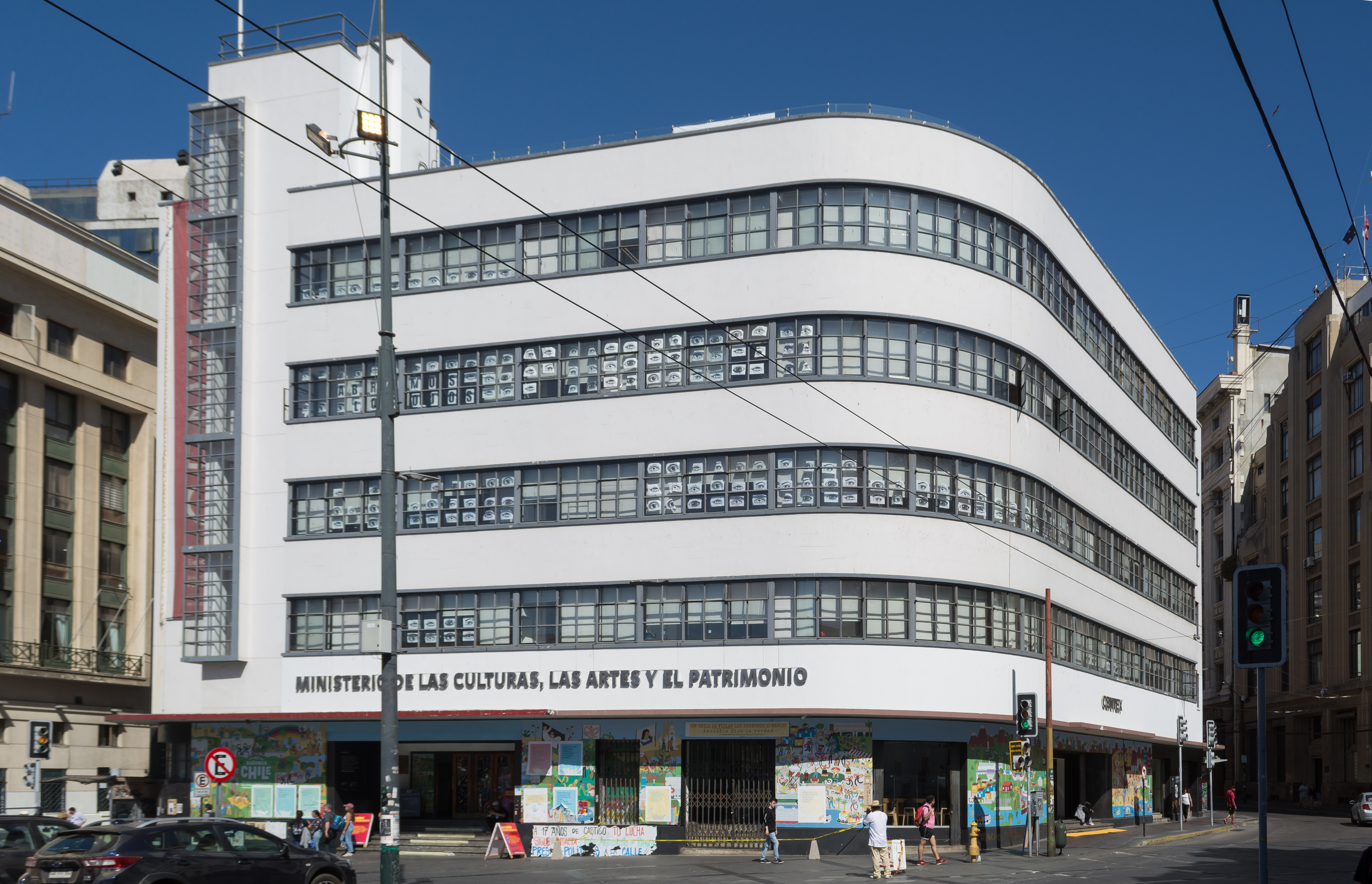
Ministerio de las Culturas y las Artes, de 1942, un ejemplo de modernidad temprana, con influencia bauhaus.
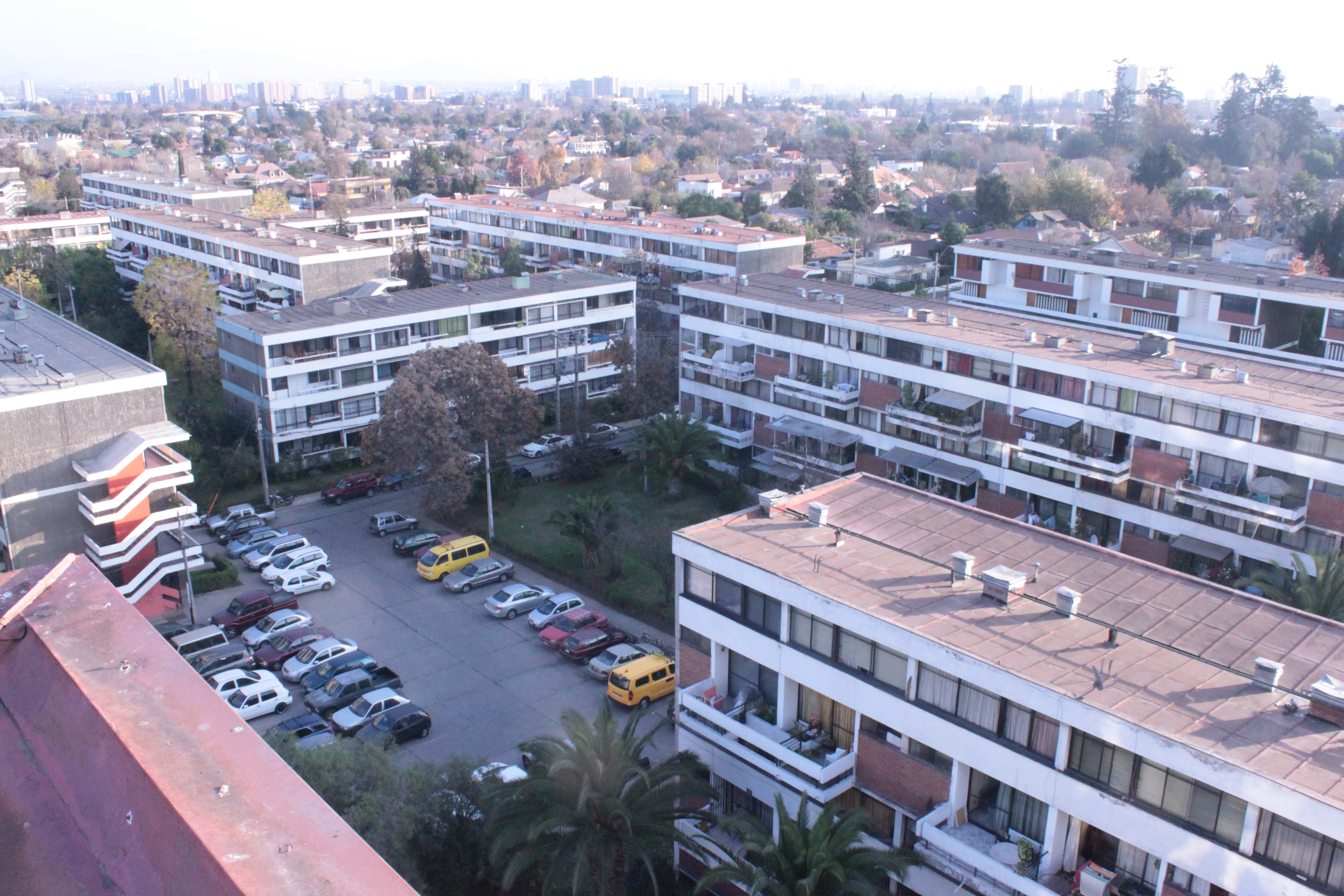
Villa Presidente Frei, construida en 1968, es un ejemplo más general del estilo moderno.
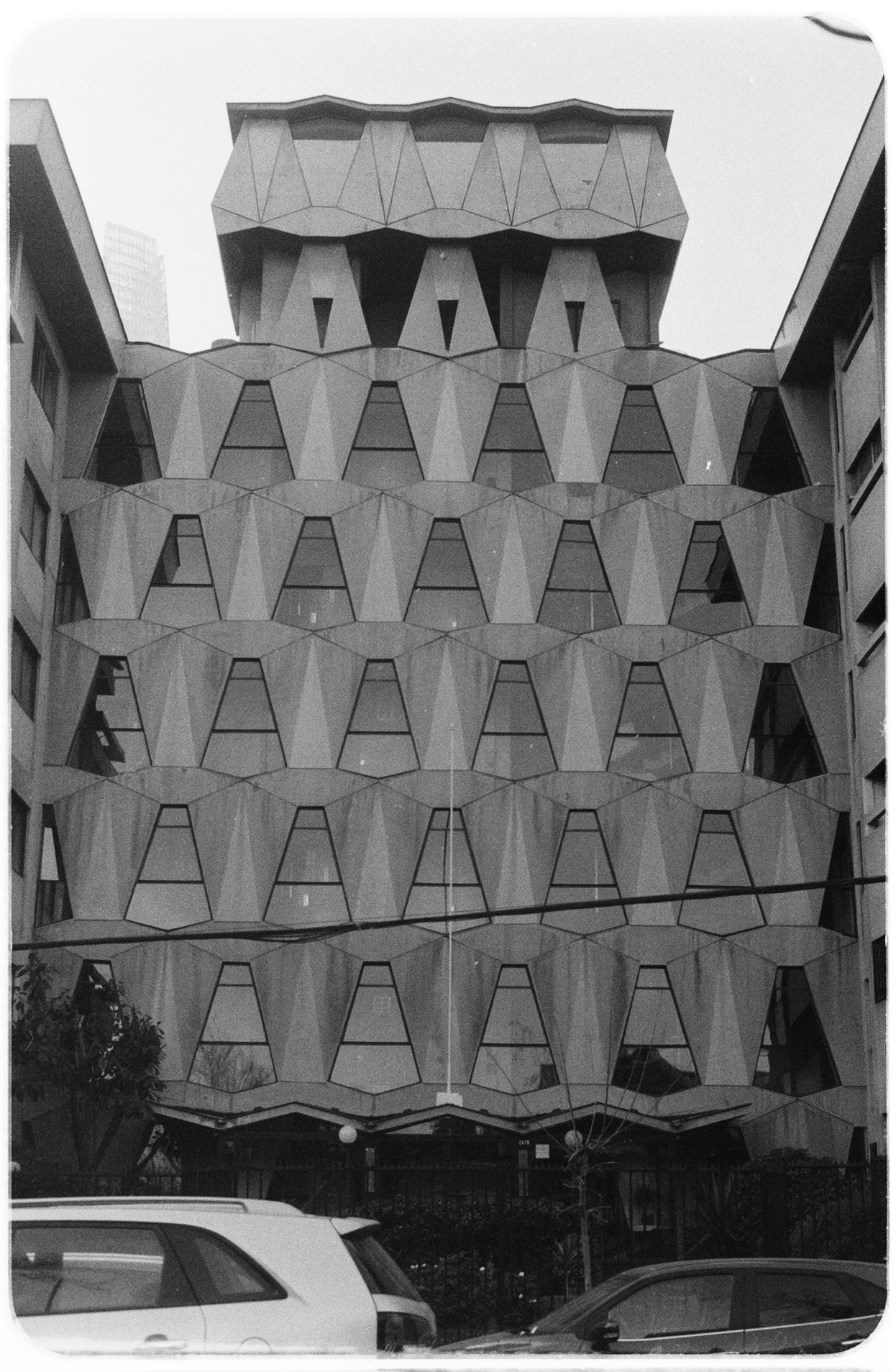
El Edificio Pio X de 1969 caracteriza la arquitectura comercial desarrollada por Abraham Schapira y Raquel Eskenazi en la segunda mitad del siglo XX.
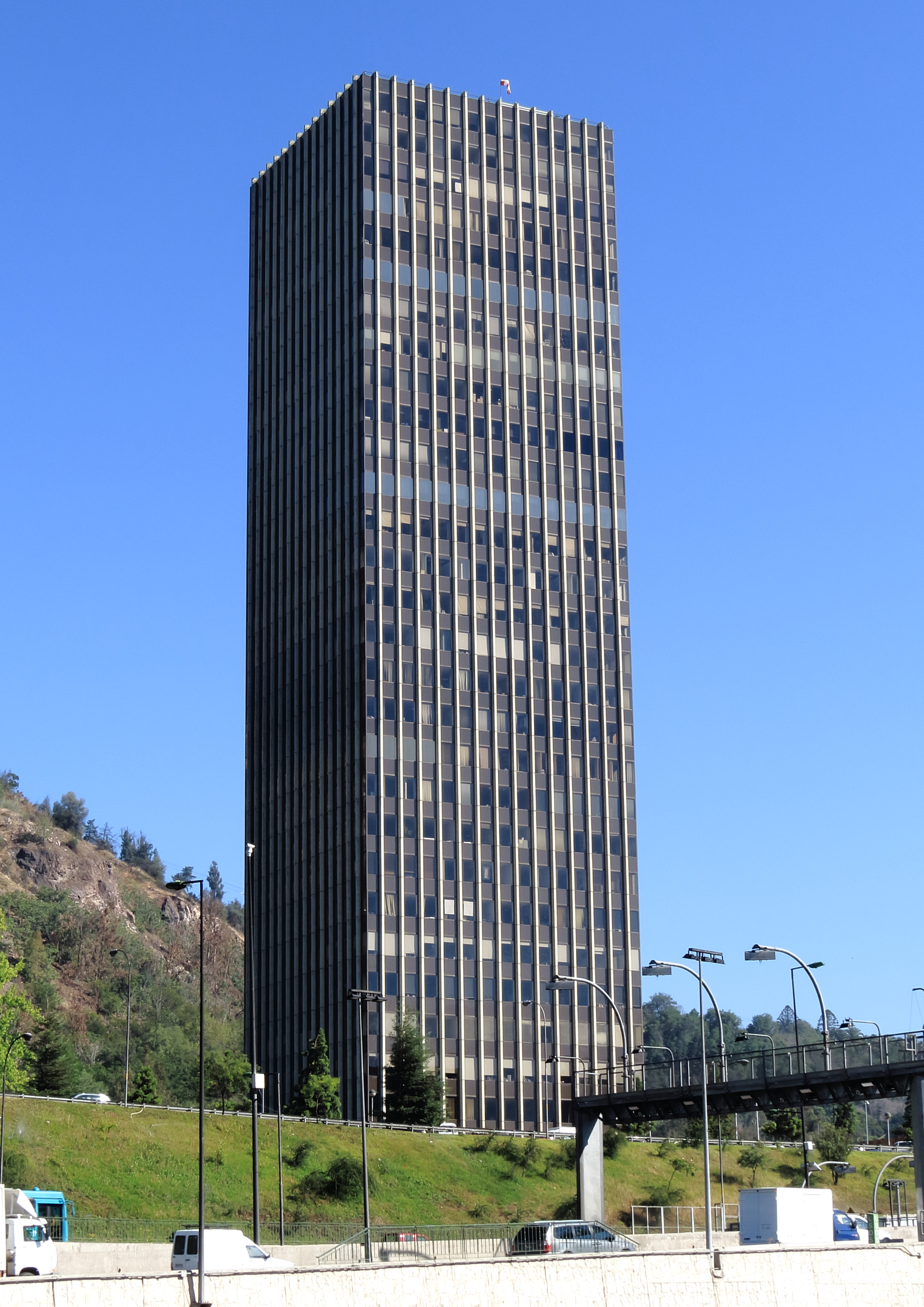
Torre Santa María, inaugurado en 1980, representa el estilo internacional.
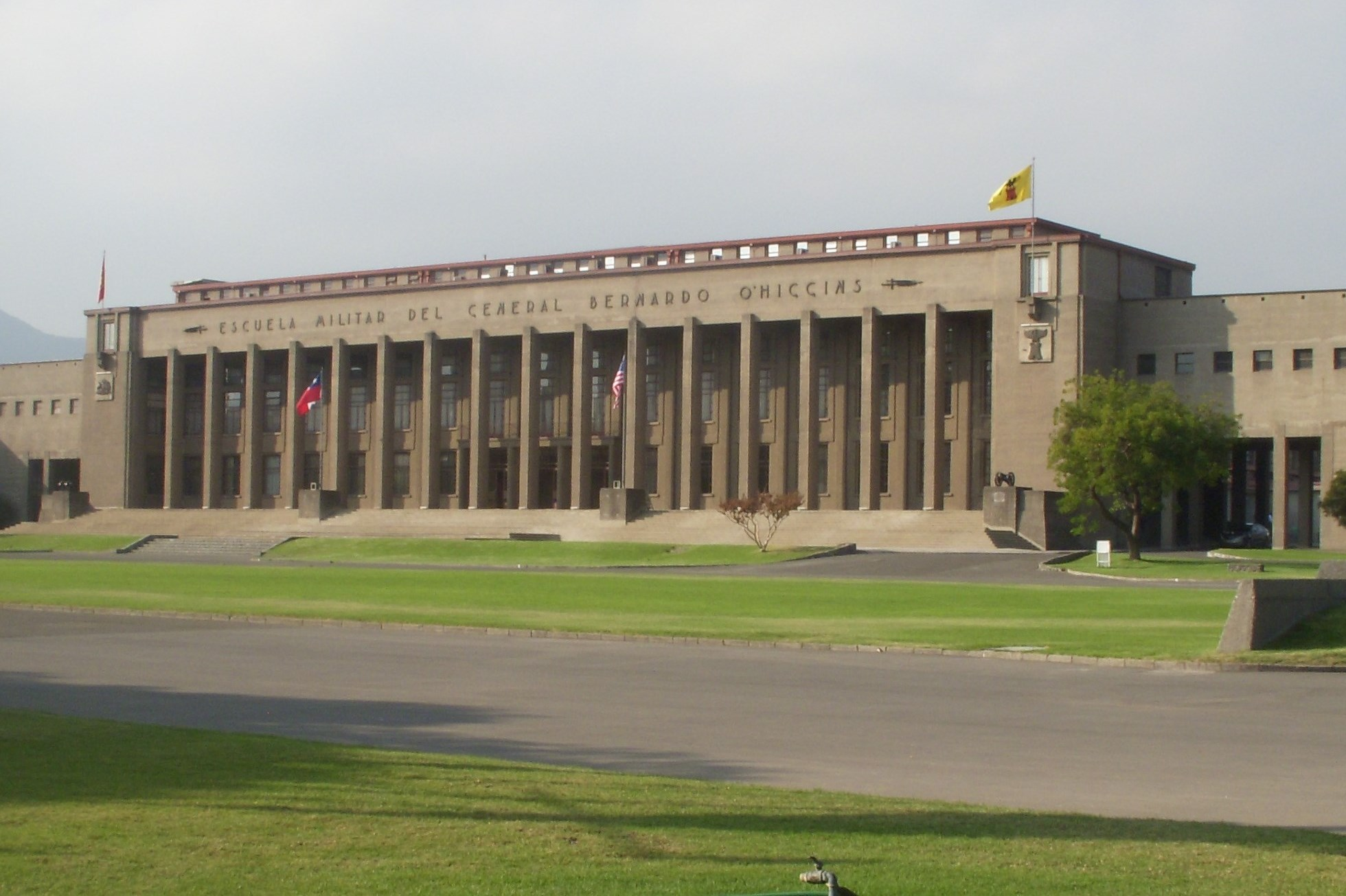
Escuela Militar del Libertador Bernardo O'Higgins, construido en 1943 por Juan Martínez Gutiérrez, en estilo potestadista.
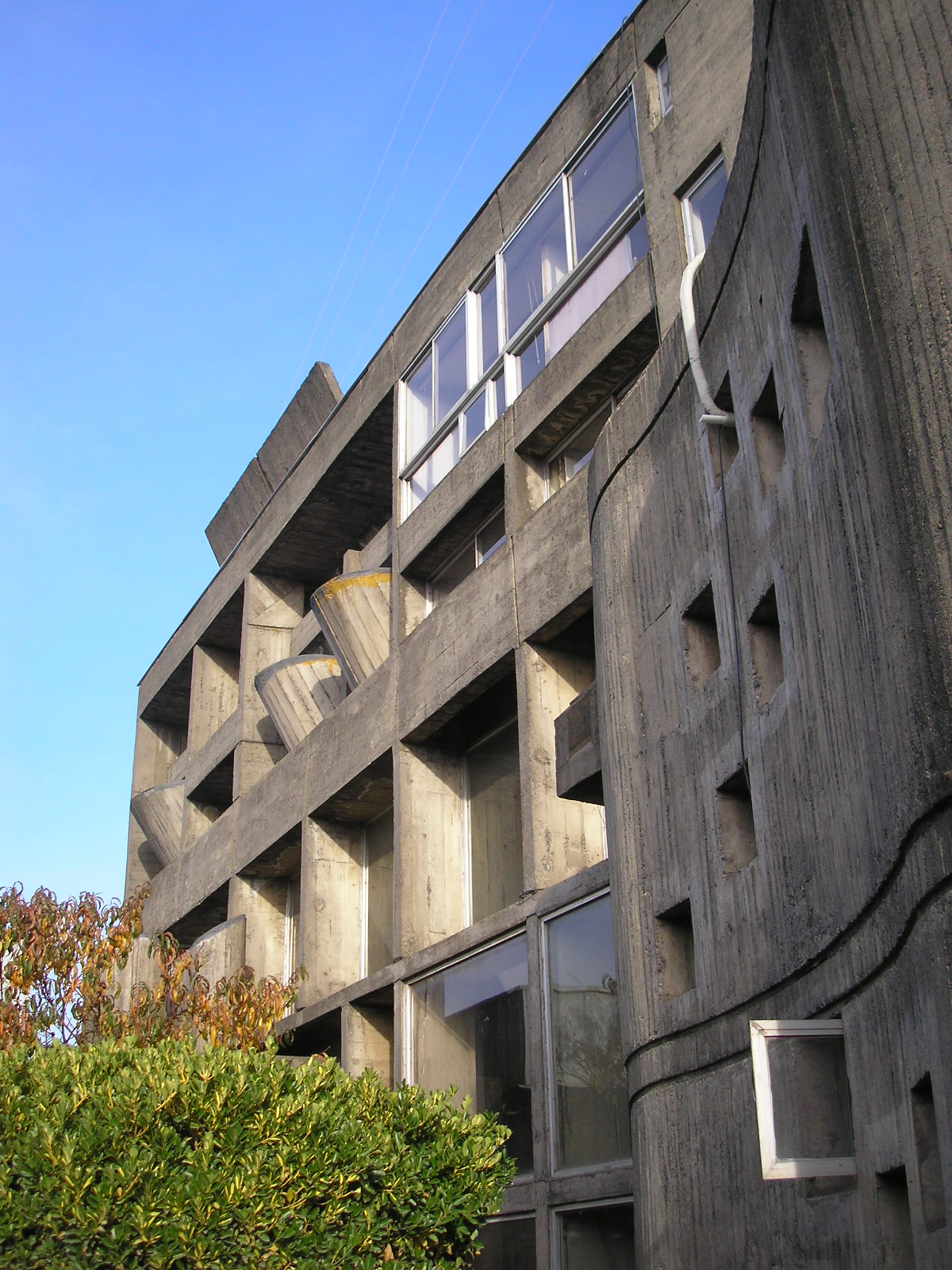
Edificio de la Cooperativa Eléctrica de Chillán, remontado a 1965, es un ejemplo de estilo brutalista.
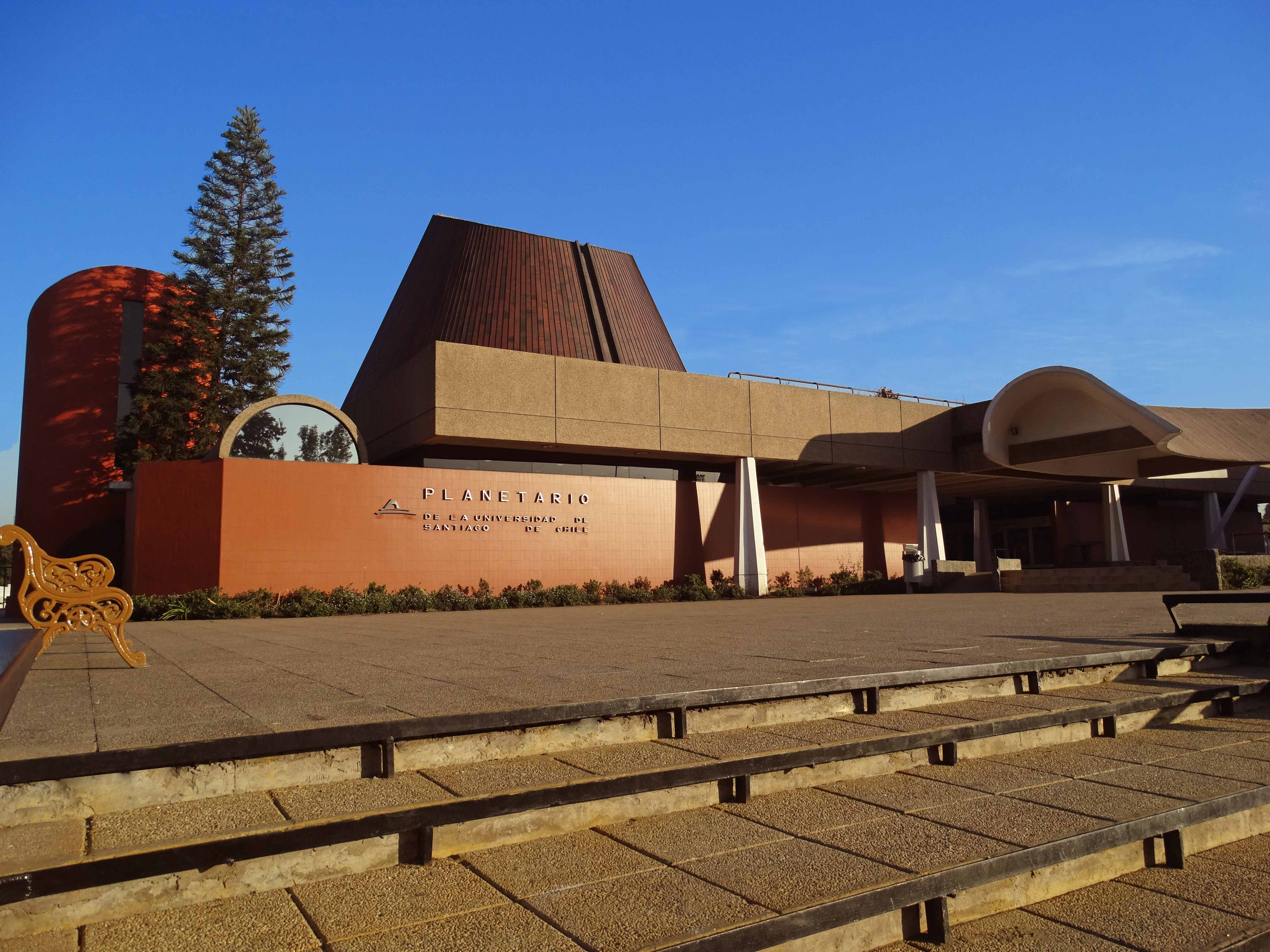
Planetario Chile, finalizado en 1985, de arquitectura moderna con algunos elementos googie.

Durante este período recalarían a Chile los fundamentos del movimiento moderno internacional, construido a modo de crítica hacia la tradición arquitectónica llevada a cabo hasta entonces. El movimiento moderno consideró a la funcionalidad como motor y esencia de la arquitectura, en contraste a la ornamentación como dogma estético. En consecuencia, las obras de este período manifestaron el desprendimiento y la omisión del ornato, a cambio de ligereza, pureza y simplicidad en las formas y fachadas, sustentadas en la racionalidad de su utilitariedad, y mediada por los avances tecnológicos de orden industrial en el tratamiento y fabricación de materiales como el hormigón, el vidrio, el acero, así como en innovadoras técnicas constructivas, como por ejemplo la prefabricación y el uso de módulos. El nuevo estilo permeó rápidamente en todo el espectro social del país, debido a la eficiencia resultante de sus principios, cuya accesibilidad desde el punto de vista económico fue un factor democratizador. Coexistieron con el estilo moderno otras corrientes que de alguna manera también fueron influenciadas por la ola modernizadora, como son el streamline moderne, el potestadismo o el brutalismo.
Dentro del contexto histórico nacional, este período inicia y termina en importantes cambios del sistema político nacional. Inicia con el cambio desde la república parlamentaria a la república presidencial, un período que vio un incremento importante de la población del país, y de un fuerte proceso de migración desde el campo a las ciudades, aunado en un proceso de industrialización nacionalista bajo un modelo desarrollista sustitutivo. En este contexto el modernismo encontró todavía más justificación y campo fértil para su puesta en escena respecto a las tradiciones arquitectónicas del período anterior, sirviendo a las crecientes necesidades habitacionales de una población vulnerable que aumentaba en las periferias, y en la inserción de distritos industriales. En este período inicia la política nacional de vivienda social, y también se desarrollan las primeras torres residenciales de apartamentos. Se citan como ejemplos a la Unidad Vecinal Portales, la Unidad Vecinal Providencia, la Remodelación San Borja o las Torres de Tajamar, construidas durante las décadas de 1950 y 1960.  
Sin embargo los orígenes más primitivos del movimiento moderno chileno se remontan a los años 1930 y 1940, donde ejemplos como el Edificio Oberpaur, el Cap Ducal, o la sede del Ministerio de las Culturas y las Artes, reflejaban el dogma moderno de la Bauhaus con influencias y/o reminiscencias del aerodinamismo del streamline moderne, previo a la ortogonalización que sufriría la modernidad posteriormente. El período histórico tuvo un segundo cambio cuando en su segunda mitad el país pasó de ser una república presidencial a una dictadura militar, y culminó cuando se retomó la democracia. En este tramo final la modernidad llevó sus principios originales al extremo práctico, consagrándose la presencia del estilo internacional en la construcción de la Torre Santa María, rascacielos que se transformó en el edificio más alto de Chile entre 1980 y 1994.

## Fines delsigloXXyXXI

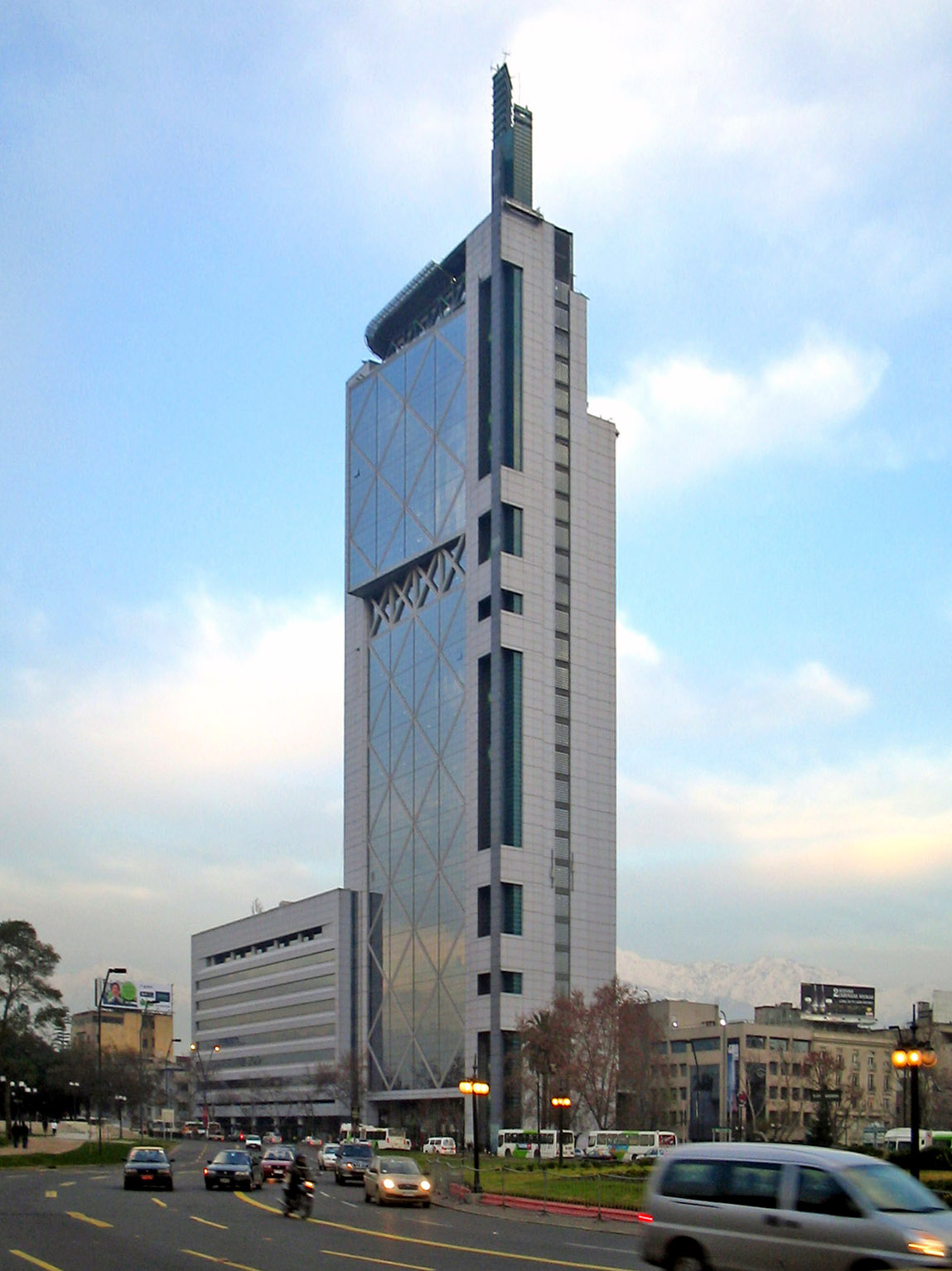
Torre Telefónica, construida en 1993, simboliza la innovación y la vanguardia tecnológica, representa al estilo high-tech.
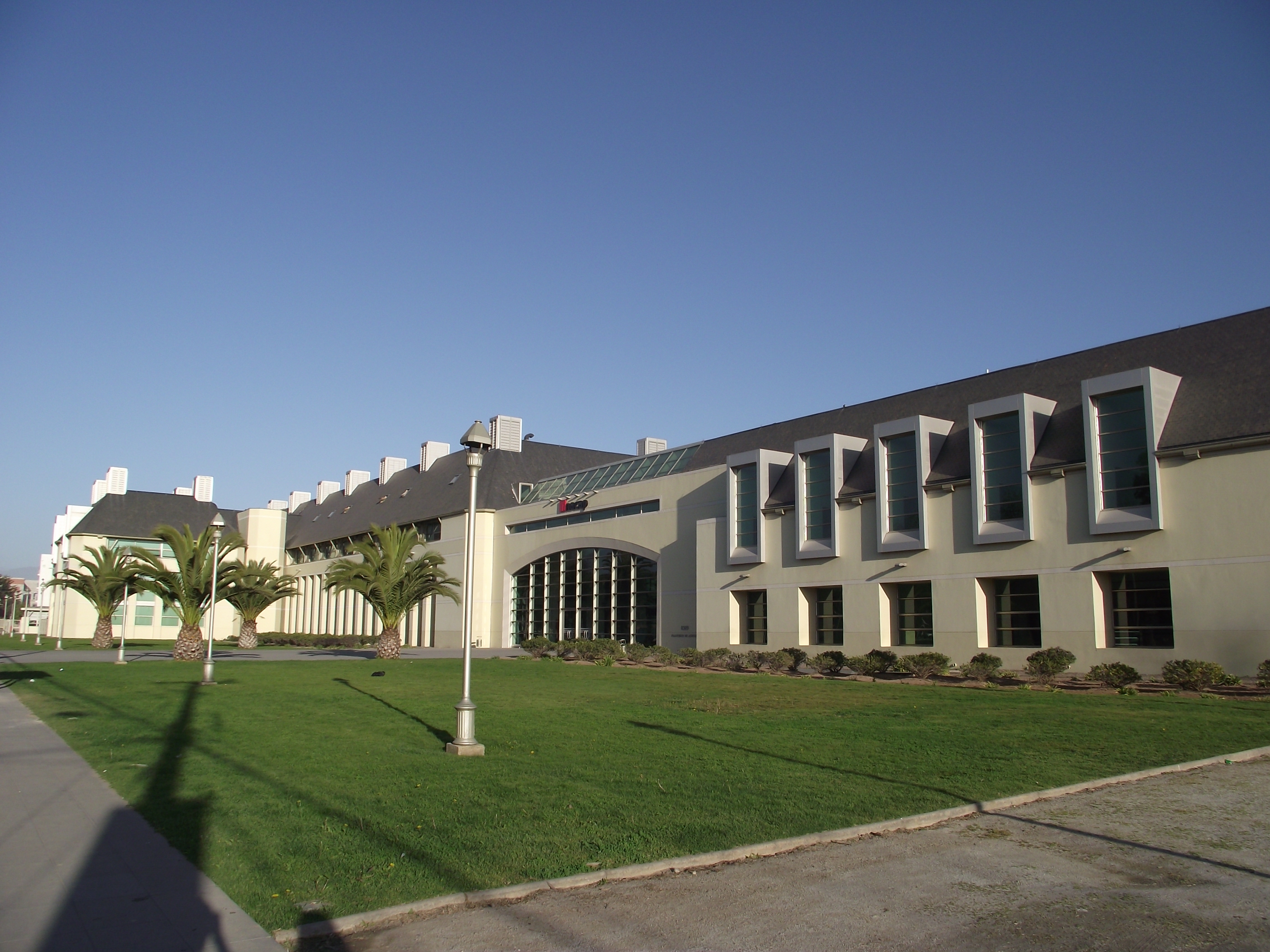
Sede Inacap en La Serena, diseñada en 2001, es un ejemplo de arquitectura posmoderna.
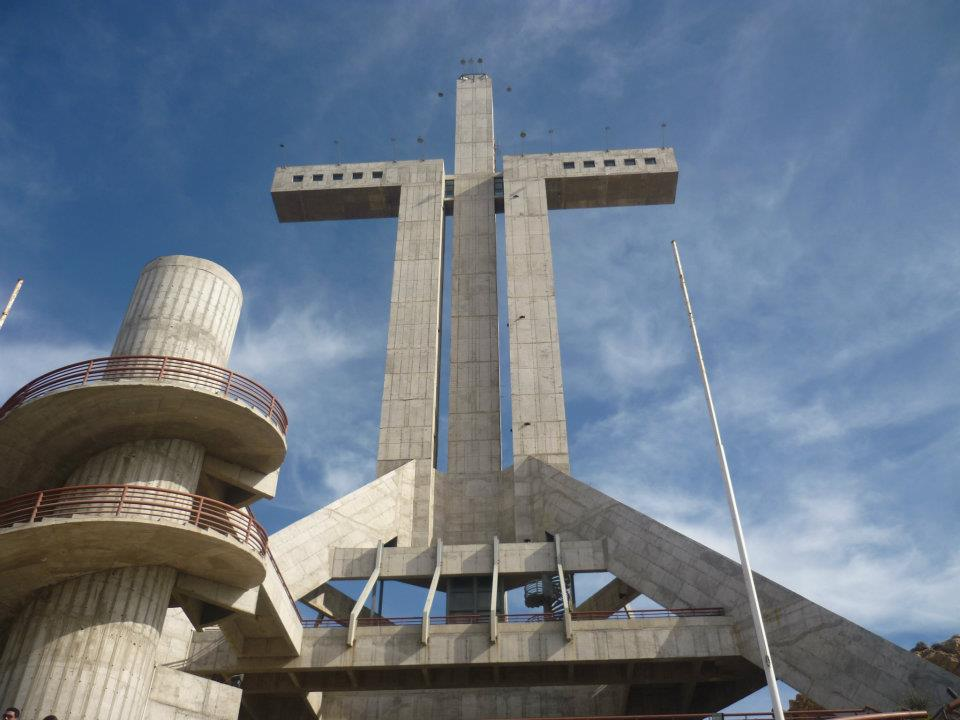
Cruz del Tercer Milenio, finalizada en 2001, representante del estilo brutalista.
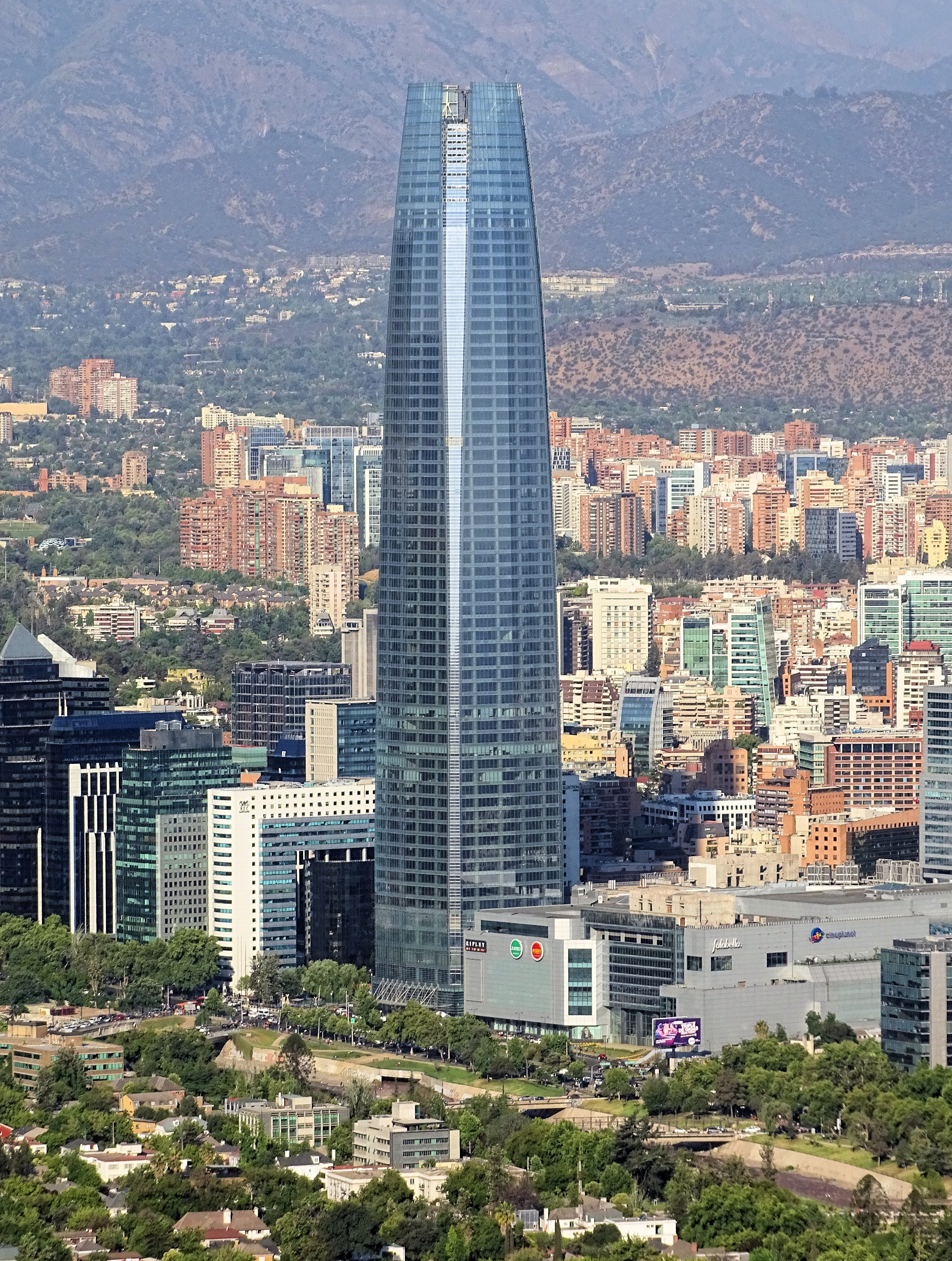
Gran Torre Santiago, fue el rascacielos más alto de América Latina y del Hemisferio Sur entre 2012 y 2020.

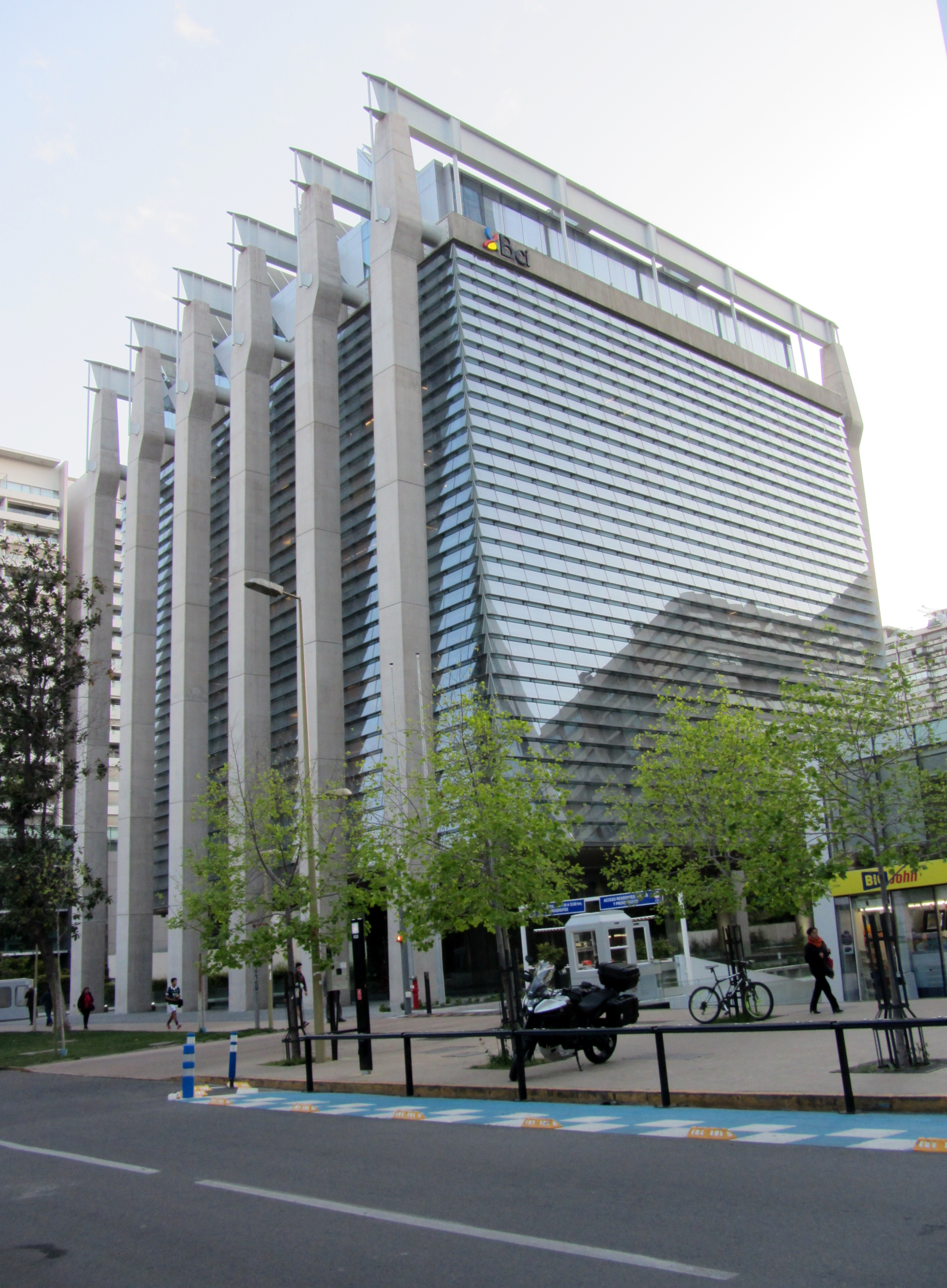
Edificio semicolgante BCI Alcántara 99, de Borja Huidobro, inaugurado en 2012.
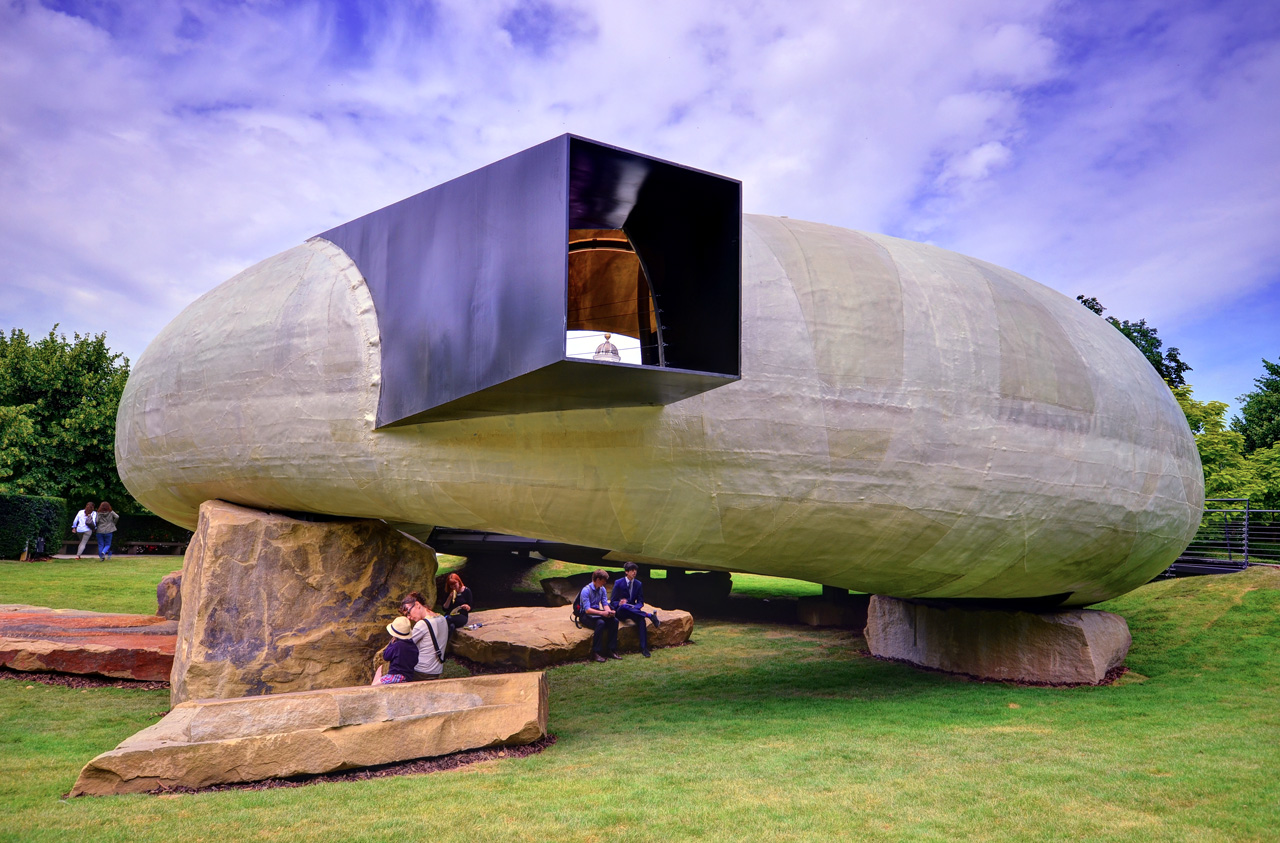
Pabellón de Smiljan Radic en el Serpentine Gallery de Londres, año 2014, obra de estilo naturalista, y ejemplo de la internacionalización de los arquitectos chilenos.
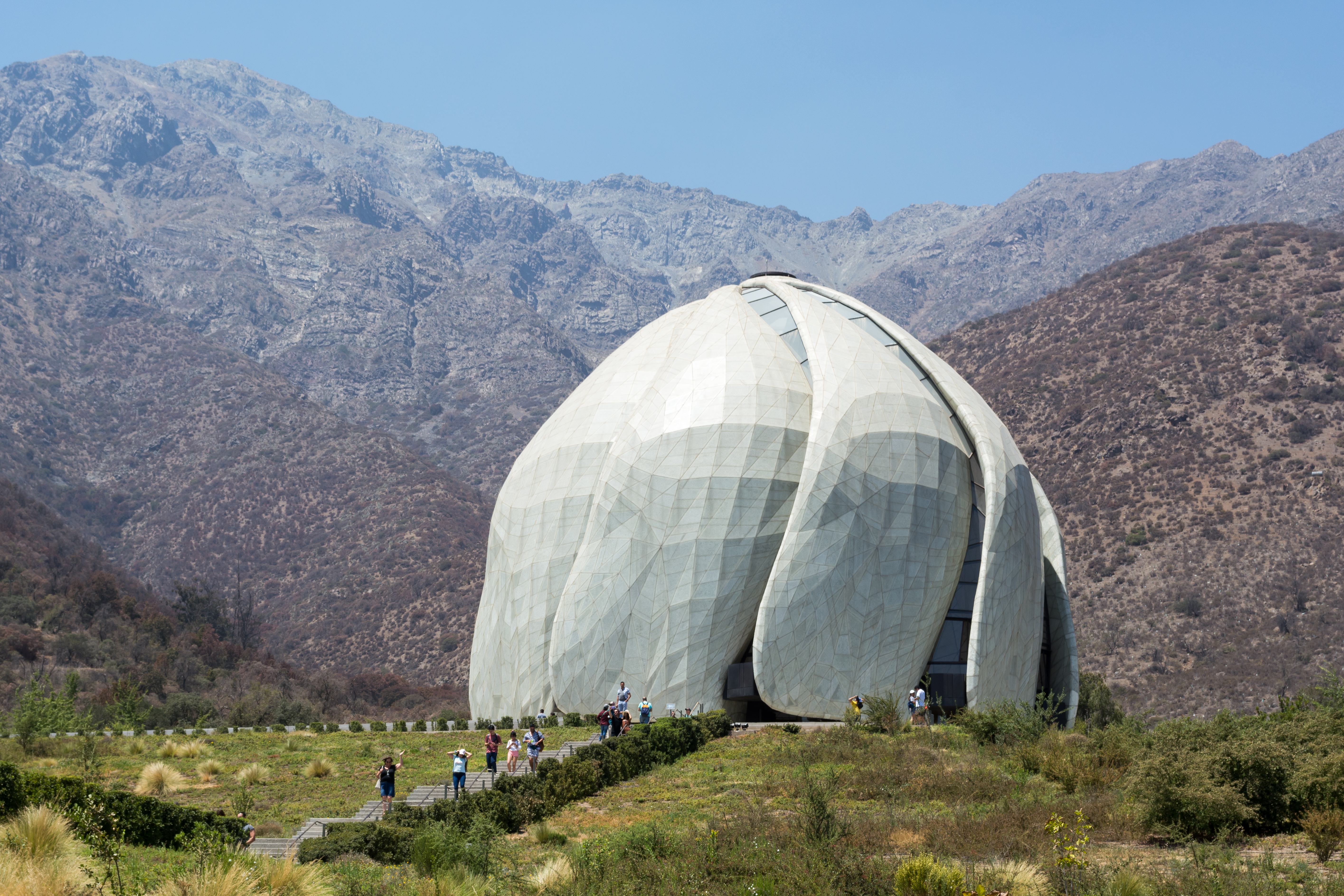
Templo Bahaí en Peñalolén, terminado en 2016, resalta por su apariencia naturalista orgánica.
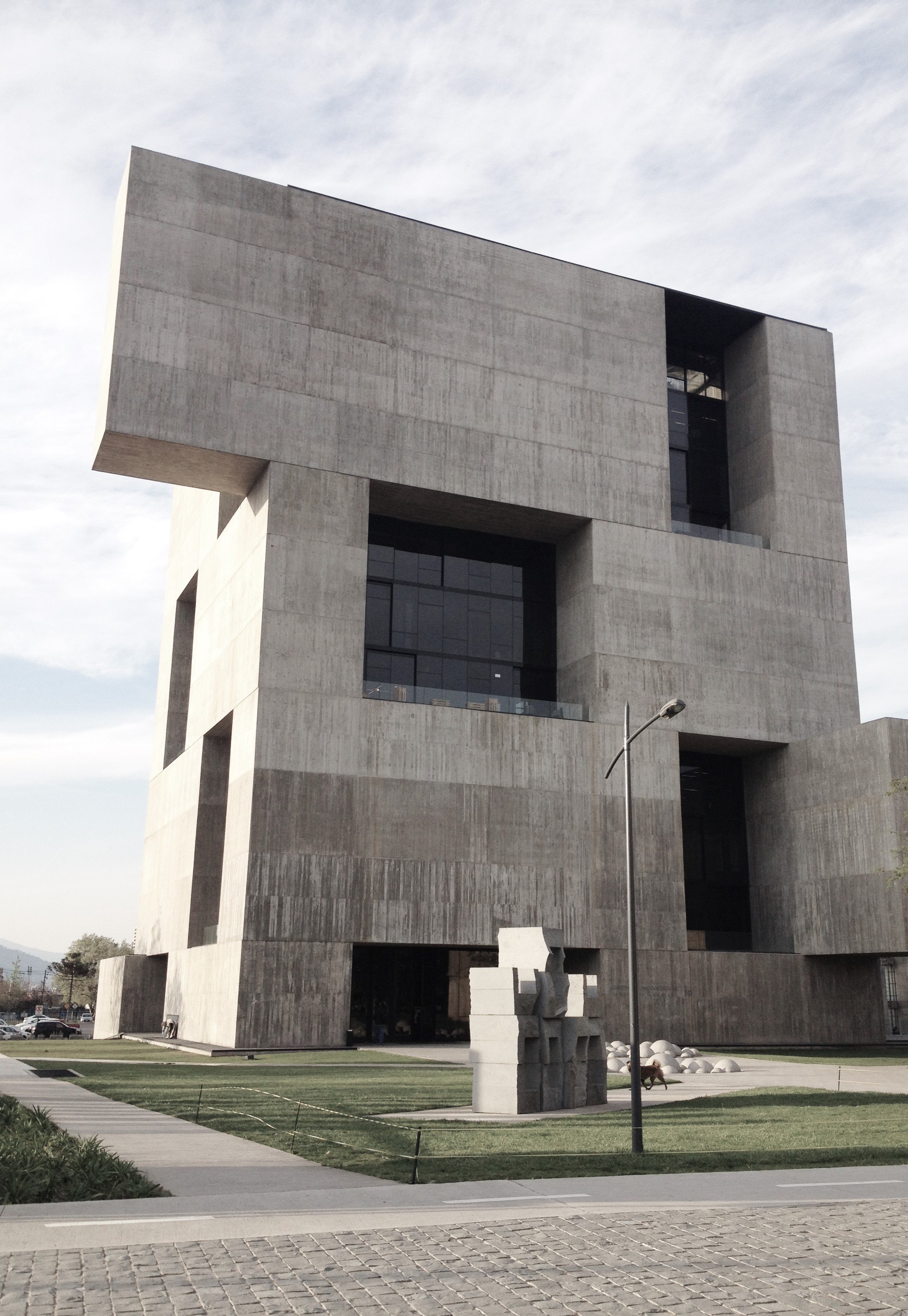
Centro de Innovación Anacleto Angelini, diseñado por el Pritzker nacional Alejandro Aravena y finalizado en 2014.

Con el retorno a la democracia en 1990, surgió una serie de nuevos arquitectos con la esperanza de hacer nuevas contribuciones a la construcción nacional. El período destacó por la apertura económica y social al concierto globalizado, contexto que trajo consigo prosperidad económica, y con ello necesidades constructivas crecientes.
En el plano arquitectónico se denota un cansancio de los principios modernos, por lo cual irrumpen nuevos estilos que, o bien pretenden recuperar el esteticismo evocando al desarrollo tecnológico vigente, caso del high-tech, o bien recurren a la retrospectiva en la búsqueda de recuperar la estética y fundirla en la modernidad estructural, caso del posmodernismo. Algunos estilos anteriores que subyacían a la modernidad también adquieren un nuevo empuje y por ende su continuidad desde el período anterior, como es el caso del brutalismo, un estilo de extrema expresividad en la búsqueda de utópicos estructurales junto a una manifiesta aspereza y/o desnudez material.
Entre las mencionadas necesidades constructivas del período se toma en consideración el asiento del poder económico resultante de la prosperidad, materializado en el clúster edilicio de Sanhattan y de las nuevas centralidades donde convergen los servicios financieros y gerenciales, como así también, y desde su contraparte, el abordaje de la heredada desigualdad del país, y por ende al asiento de la vivienda social, con una perspectiva mejorante, que acompaña igualmente a una mayor y mejor accesibilidad en la prestación de servicios públicos, que deriva a una mayor inversión constructiva en edificios públicos.
El cobijo material al poder económico quedó coronado por la Gran Torre Santiago, localizada en el corazón del sector conocido cotidianamente como Sanhattan, y que fue entre 2012 y 2020 el edificio más alto de América Latina y del Hemisferio Sur, con 300 metros de altura, 62 plantas sobre rasante y 6 plantas bajo rasante. Su diseño representó un reto ingenieril frente a la historia fuertemente telúrica que posee el país, y por ello tuvo que sumar novedosas adaptaciones antisísmicas para asegurar su sismorresistencia.
Por su parte, desde la perspectiva social destacó el caso de Quinta Monroy, diseñada por Alejandro Aravena y construida en 2004 como un conjunto de viviendas sociales para un barrio vulnerable de la ciudad de Iquique, y que tuvo la particularidad de desarrollar viviendas progresivas con capacidad de expansión como respuesta a la insuficiencia del subsidio público recibido por los beneficiarios respecto al valor de mercado del suelo donde habían vivido y del cual iban a ser desalojados, cuyo valor era tres veces el del propio subsidio concedido. Esta solución evitó que fueran trasladados a suelos más económicos pero alejados de los servicios, mantuvo el tejido social, y permitió que las familias pudieran expandir y terminar su vivienda en otro momento según su propia evolución económica y con más metros cuadrados potenciales que en un proyecto social convencional, conduciendo dicho diseño el por dónde ha de darse dicha expansión. Aravena se convirtió en el primer arquitecto chileno en ganar el 41° Premio Pritzker de Arquitectura en 2016 debido a su trayectoria.
Desde el punto de vista urbanístico, y especialmente en las metrópolis, se produce una importante dicotomía urbana: por un lado, en el suburbio se desarrolla con gran fuerza la vivienda seriada de baja densidad, esto en todas las clases sociales, pero especialmente como expresión tangible de las emergentes clases medias, mientras que por el otro lado en los centros urbanos se masifica la vivienda en apartamentos, acogiendo grandes densidades humanas.
En el caso de la vivienda seriada, los agentes inmobiliarios son los que toman el relevo de definir el dibujo del entramado vial, aunque las variables relativas a constructibilidades quedan a merced de los instrumentos de planificación urbana establecidos por la administración pública.[cita requerida]

## Arquitectos destacados
El siguiente es un listado extenso, pero no completo, de arquitectas y arquitectos destacados en Chile, según su siglo de principal desarrollo:

### SigloXIX
- Emilio Doyère
- Emile Jéquier
- Joaquín Toesca
- Fermín Vivaceta

### SigloXX
- Germán Bannen
- Cristián Boza
- Borja Huidobro
- Fernando Castillo Velasco
- Osvaldo Cáceres González
- José Cruz
- Alberto Cruz Covarrubias
- Emilio Duhart
- Raquel Eskenazi
- Miguel Eyquem
- Sergio Larraín García-Moreno
- Ricardo Larraín Bravo
- Victor Gubbins
- Roberto Goycoolea
- Christian de Groote Córdova
- Miguel Lawner
- Joan MacDonald
- Juan Martínez
- Héctor Mardones Restat
- Juan Parrochia
- Mario Recordón
- Abraham Schapira
- Héctor Valdés
- Edwin Weil

### SigloXXI
- Alejandro Aravena
- Sergio Baeriswyl
- Alejandra Celedón
- Ana Luisa Devés
- Rodrigo Duque
- Humberto Eliash
- Sofía von Ellrichshausen
- Mirene Elton
- Teodoro Fernández
- Tania Gebauer
- Guillermo Hevia García
- Sebastián Irarrázaval
- Sandra Iturriaga
- Victoria Jolly
- Mathias Klotz
- Antonia Lehmann
- Loreto Lyon
- Teresa Moller
- Max Núñez
- Montserrat Palmer
- Rodrigo Pérez de Arce
- Fernando Pérez Oyarzún
- Francisca Pulido
- Cecilia Puga
- Smiljan Radic
- Edward Rojas Vega
- Juan Sabbagh
- Germán del Sol
- Cristián Undurraga
- Cazú Zegers